# Windmühle

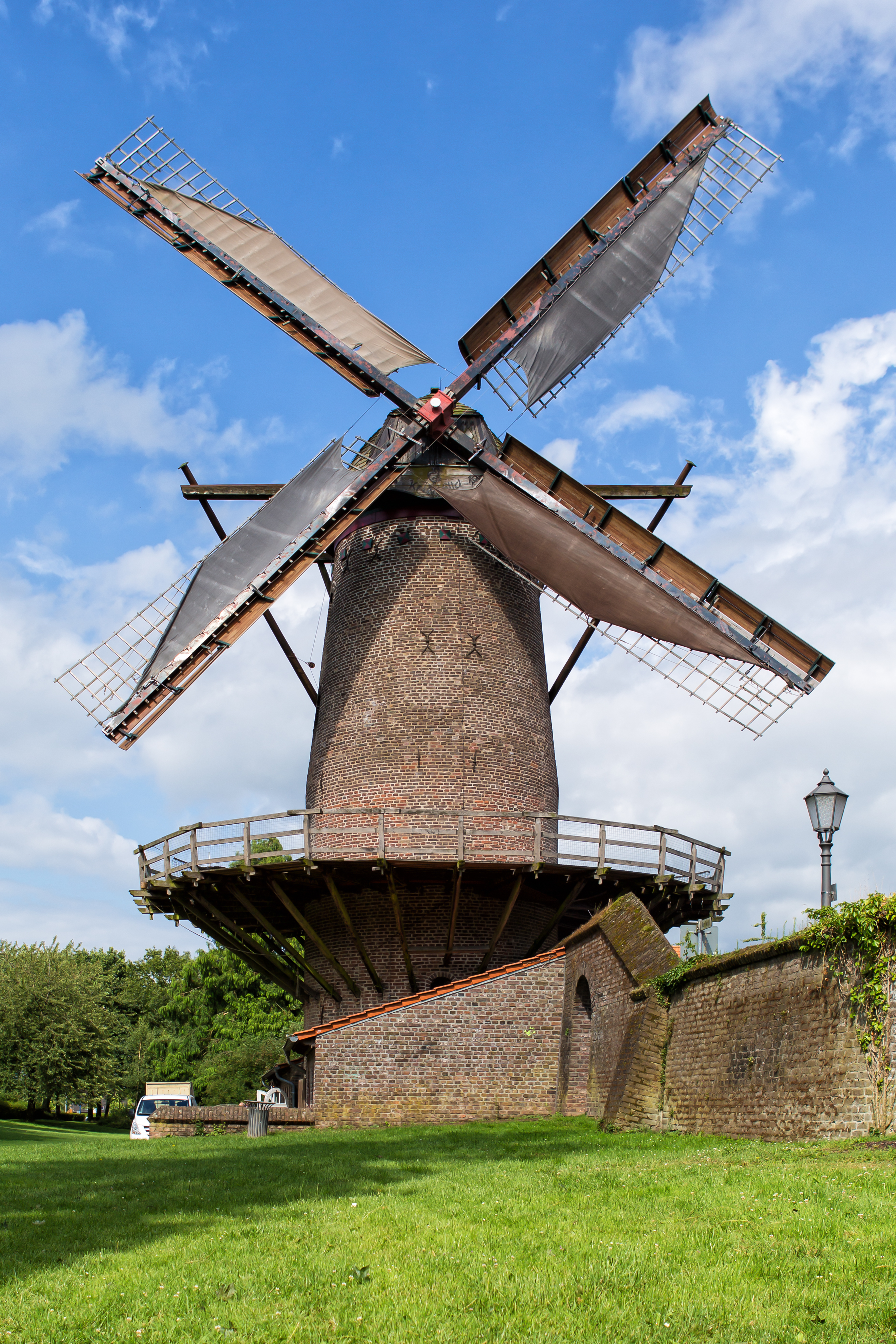
Die Kriemhildmühle in Xanten

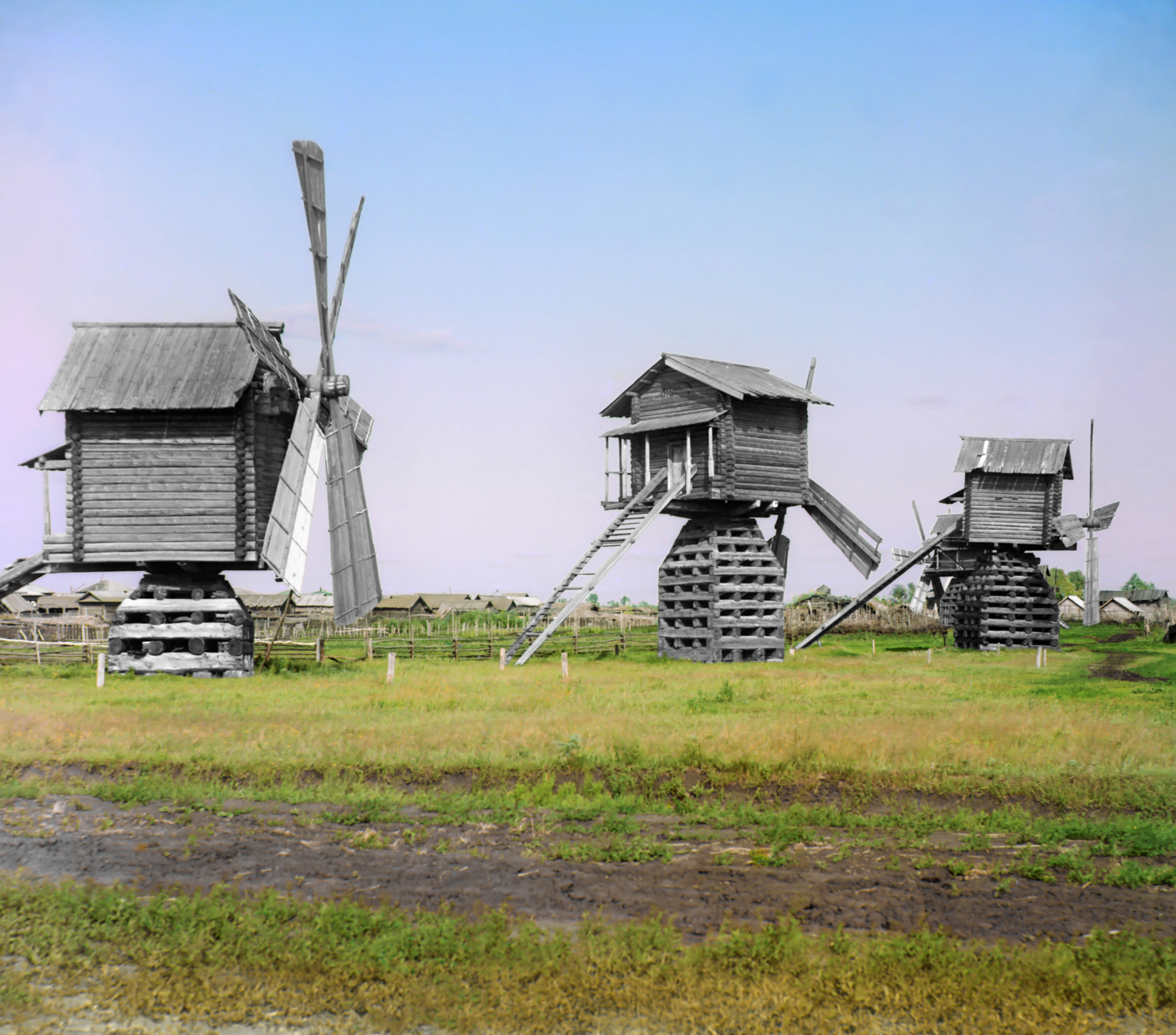
Windmühlen in West-Sibirien um 1910

Die Windmühle ist ein technisches Bauwerk, in der ein vom Wind in Drehung versetztes Flügelrad (Windrad) ein Mahlwerk antreibt. Vom zum Mahlwerk synonymen Wort Mühle stammt die Bezeichnung Windmühle. Von einer Windmühle wird auch oft gesprochen, wenn anstatt eines traditionell meistens für Getreide benutzten Mahlwerks eine andere Arbeitsmaschine (z. B. ein Schöpf- oder ein Sägewerk) angetrieben wird. Eine Windmühle enthält aber immer beides:
- ein Windrad, das als Kraftmaschine die Energie der geradlinigen Windbewegung in Energie einer rotierenden Welle umwandelt, und
- eine über diese Welle angetriebene Arbeitsmaschine.

Hingegen ist eine Windkraftanlage ausschließlich eine Kraftmaschine (Wind-Kraftmaschine). In einer modernen Windkraftanlage wird die mechanische Energie der rotierenden Welle lediglich von einem Generator in elektrische Energie umgewandelt und nach außen abgegeben.
In der Geschichte der Energieumwandlung waren Windmühlen und mit Wasserkraft betriebene Wassermühlen nach Muskelkraftmaschinen die einzigen Kraftmaschinen vor der Erfindung der Dampfmaschine. Entsprechend vielfältig war ihre Verwendung als Mahlmühle (außer als Mehl- auch als Ölmühle), zur Bearbeitung von Werkstoffen (etwa als Sägemühle) und als Pump- oder Schöpfwerk. Die klassische Windmühle mit rechteckigen, länglichen Flügeln ist in Europa sowohl im Flachland der nördlichen Regionen als auch an der Meeresküste im Mittelmeerraum verbreitet.
In einigen Regionen Asiens und Europas waren Windmühlen die einzigen Kraftmaschinen der vorindustriellen Zeit, weil in trockenen (windreich und trocken im Mittleren Osten, in Griechenland und Portugal) und ebenen (windreich und eben in den Niederlanden, Dänemark, Teilen Englands sowie im westlichen Schleswig-Holstein und nördlichen Niedersachsen) Gebieten keine Wasserräder eingesetzt werden konnten.

## Frühe Anlagen

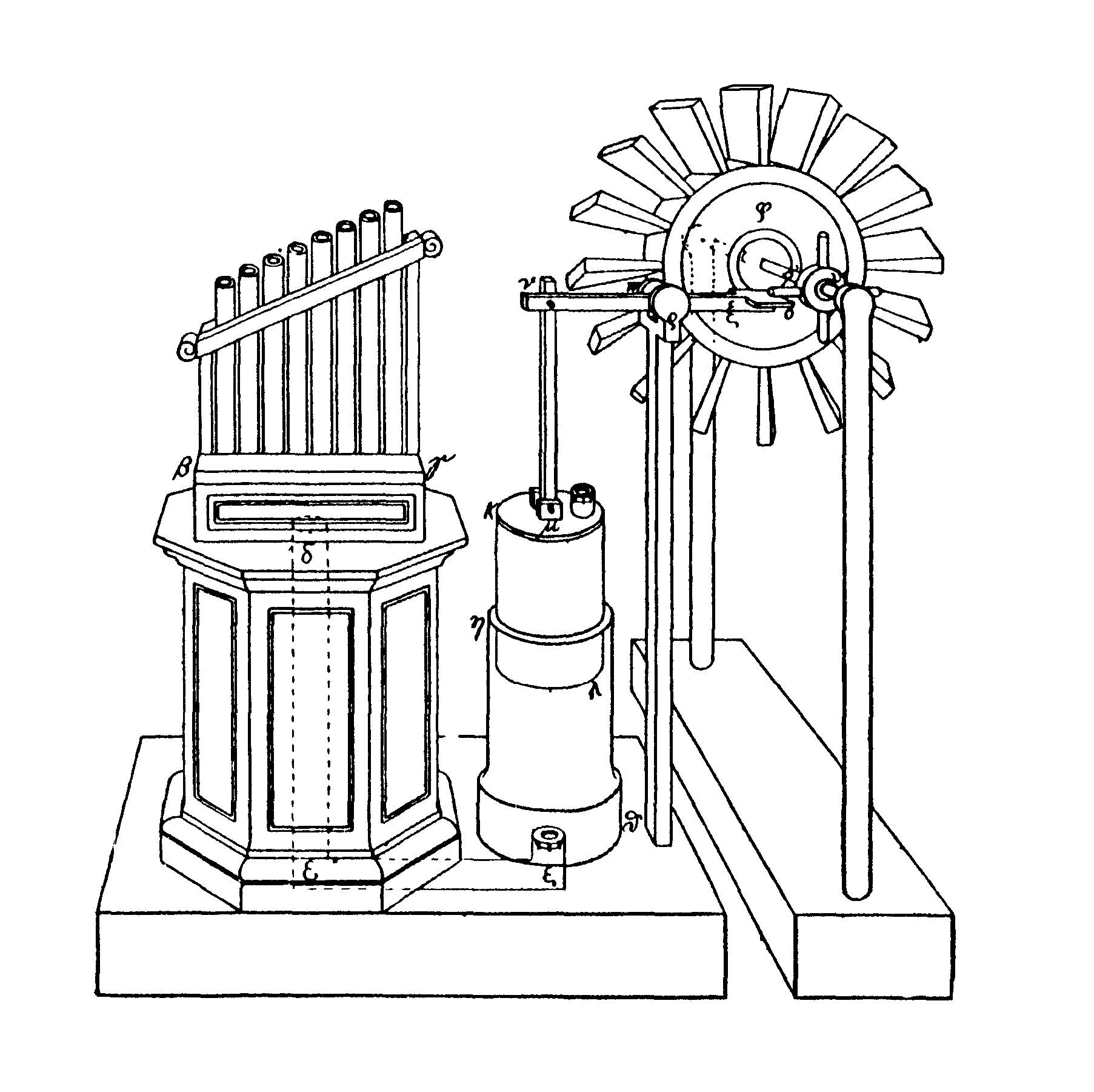
Herons windangetriebene Orgel (schematische Rekonstruktion, hier mit einem typischen abendländischen Windrad)

Die Geschichte der Windmühlen ist nicht restlos gesichert und die Erforschung aufgrund der schwierigen Quellensituation sehr problematisch. Präzise Erkenntnisse über das Alter der Windmühlen lagen mit Stand 1995 genauso wenig vor wie über ihre genaue Herkunft; ein Problem, das Heymann auch für die Zukunft als nur sehr schwierig zu lösen ansah. Als Standardwerk zu Windmühlen gilt das 1972 erschienene Werk von Notebaart, der den Stand der Forschung als „unzulänglich“ bezeichnete.
Schriftliche Überlieferungen aus dem Codex Hammurapi deuten darauf hin, dass die ersten Windmühlen vor mehr als 4000 Jahren errichtet wurden. Hau nennt Indizien für ägyptische Windmühlen mit einem geschätzten Alter von ca. 3000 Jahren, räumt aber zugleich ein, dass es keine hochwertigen Belege dafür gibt, dass Völker der Antike wie Ägypter, Phönizier, Griechen und Römer tatsächlich Windmühlen kannten. Ebenfalls existieren Berichte über eine Orgel, die von einem Windrad angetrieben wird. Sie soll von dem griechischen Erfinder Heron von Alexandria stammen, der im 1. Jahrhundert nach Christus lebte. Angaben zu allen diesen frühen Anlagen sind spärlich, lückenhaft und umstritten. So nennt der italienische Wirtschaftshistoriker Malanima z. B. als ersten bekannten Beleg für die Existenz von Windmühlen eine frühmittelalterliche Schriftquelle aus der ersten Hälfte des 7. Jahrhunderts n. Chr.
Persische Windmühlen, die sich von der abendländischen Bauweise durch eine senkrechte Rotationsachse und senkrecht stehende Flügel, Schaufeln oder Segel unterscheiden, waren nach Berichten islamischer Geographen im 9. Jahrhundert im östlichen Persien in Gebrauch. Eine weitere Bauart von Windmühlen mit vertikaler Rotationsachse kennt man als chinesische Windmühle oder chinesisches Windrad (siehe auch Klappflügel-Rotor). Unklar ist, ob diese Anlagen älter sind als die persischen Windräder und ob die europäischen Anlagen möglicherweise von den chinesischen Anlagen abstammen.
Die Technik der chinesischen Version weicht von der der persischen Windmühle deutlich ab, weil sie ohne jede Ummauerung freistehende, sich selbsttätig zum Wind ausrichtende Segel nutzt. Die europäische Form dieser sogenannten Dschunkensegel ist als Luggersegel bekannt. Die persische Mühle mit Matten oder Latten am Rotor, welche wie die Schaufeln auf dem Rad eines Raddampfers angeordnet sind, muss in offenem Halbkreis ummauert sein, weil dort die Segelflächen unmittelbar starr mit der Drehachse verbunden sind und sich auf ihrer Kreisbahn nicht optimal zum Wind ausrichten können. Deshalb deckt hier eine halboffene Ummauerung den Teil des Rotors ab, bei dem sich die Flügel sonst mit abbremsender Wirkung gegen den Wind drehen müssten. Der Rotor an der persischen Windmühle wird in seiner aerodynamischen Funktion als Widerstandsläufer bezeichnet.
Die chinesische Windmühle hingegen ist ein Auftriebsläufer.

## Hoch- und Spätmittelalter

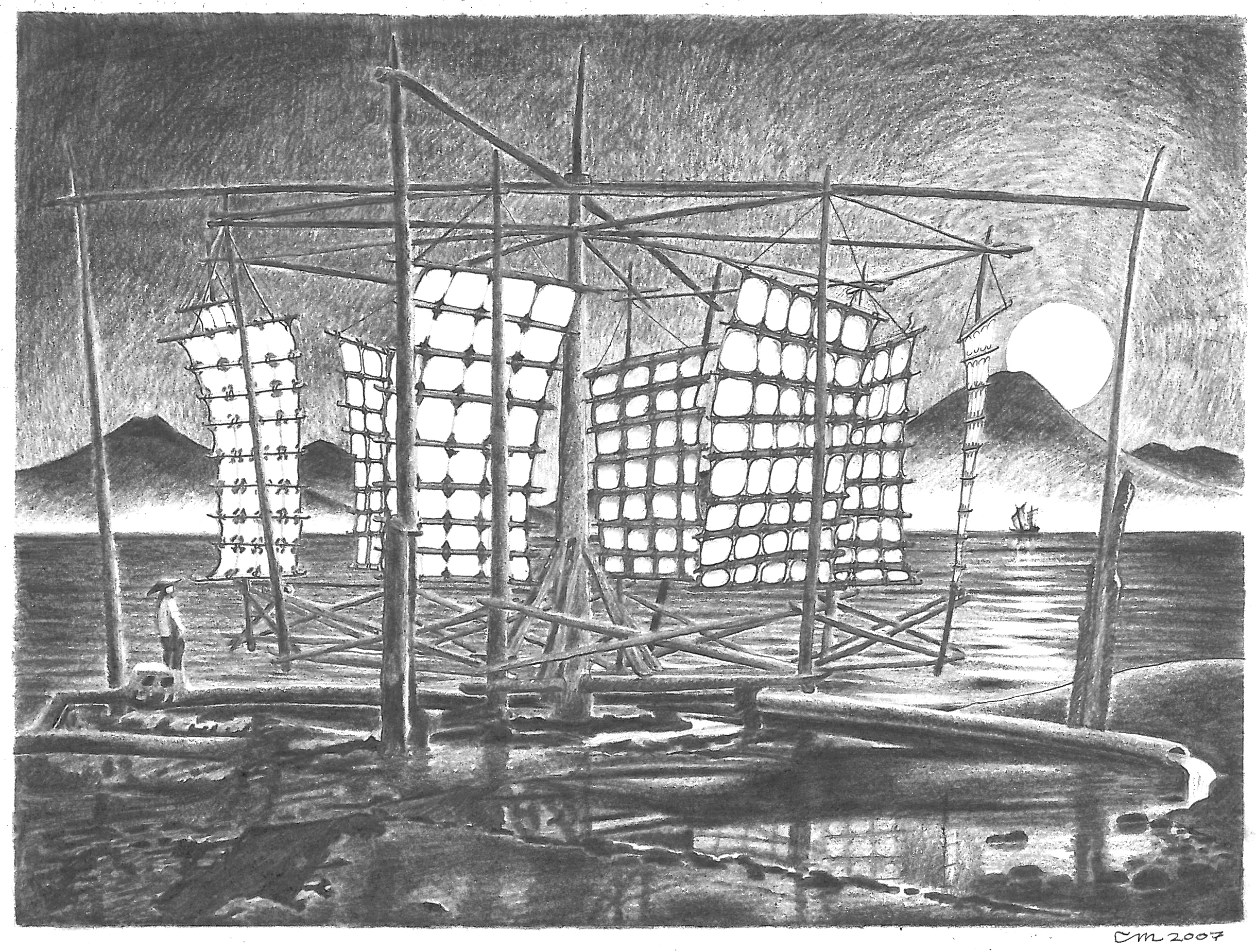
Chinesische Windmühle

Arabische Windmühlen kamen mit der Ausbreitung des Islams auf die Iberische Halbinsel und wurden dort verbessert.
Windmühlen mit horizontal liegender Rotordrehachse sind ab 1180 in Flandern, Südostengland und der Normandie nachgewiesen. Bei ihnen handelt es sich vermutlich um eine eigenständig europäische Entwicklung. Technisch war diese Anlage sowie eine weitere Anlage, die vermutlich bereits Anfang des 12. Jahrhunderts in Brabant erbaut worden sein soll, eine Bockwindmühle, ein Typ, bei dem das gesamte Mühlhaus in den Wind gedreht wurde. Dieser Typ verbreitete sich schnell bis nach Nord- und Osteuropa. Eine der frühesten Darstellungen einer Windmühle bietet eine Kopie des naturwissenschaftlichen Werkes des Aristoteles. Sie stammt aus dem 3. Viertel des 13. Jahrhunderts.
Die Windmühlen wurden neben Wassermühlen vielfältig eingesetzt. Dabei fanden die Wassermühlen vorrangig an den Wasserläufen im Mittelgebirge ihre Anwendung, während die Windmühlen in der Ebene an hinreichend windigen Plätzen standen.
Mühlen standen lange unter dem Mühlenbann der jeweiligen Landesherren. Die Bevölkerung war gezwungen, die sogenannte Bannmühle aufzusuchen, um dort ihr Getreide mahlen zu lassen. Im Zusammenhang mit einem schlechten Wegenetz führte diese Praxis zu lokalen Wirtschaftskreisläufen, in welchen die Mühlen eine wichtige Rolle einnahmen. Mit der Aufhebung des Banns war die Bevölkerung in der Lage, ihre bevorzugte Mühle selbst zu wählen und so die Konkurrenz und damit die technische Entwicklung zu beleben.

## Neuzeit

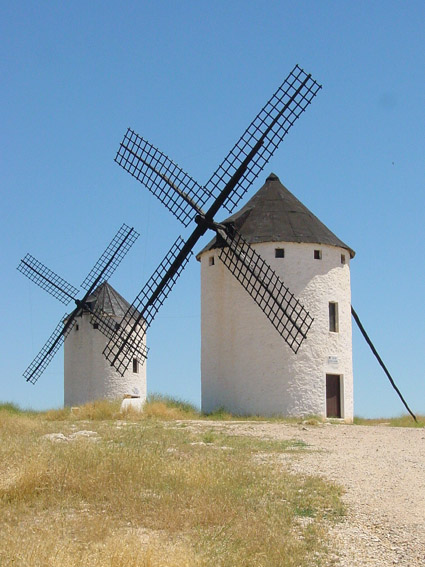
Turmwindmühlen mit drehbarer Haube, La Mancha, Spanien

Ende des 16. Jahrhunderts kamen in den Niederlanden die Holländerwindmühlen auf, bei denen sich nur die Turmhaube dreht. Vom Mittelalter bis zum Ende des 18. Jahrhunderts waren Windmühlen in immenser Zahl über Europa verbreitet. Stiche und Holzschnitte aus Mittelalter und Neuzeit zeigen eindeutig ihre Verbreitung. Sie waren im Wesentlichen nördlich der Mittelgebirge im windigen nordeuropäischen Tiefland, in großen Teilen Frankreichs, den Beneluxländern mit Schwerpunkt Niederlande als Küstenland (das einst 10.000 Windmühlen zu verzeichnen hatte), Großbritannien, Polen, den Baltischen Staaten, Nordrussland und Skandinavien zu finden. Weiter finden sich vereinzelt Windmühlen in Südeuropa (Portugal, Spanien, Frankreich, Italien, Balkan und Griechenland). Hier fanden die typischen Turmwindmühlen mit flachem Kegeldach und meist feststehender Kappe Verbreitung, sei es mit Segelgatterflügeln ähnlich denen in Mitteleuropa oder Segelstangenflügeln mit aufgezogenen Dreieckssegeln.
Nachdem in Preußen in der ersten Hälfte des 19. Jahrhunderts die Gewerbefreiheit eingeführt wurde, kam es zu einem deutlichen Aufschwung der Windmühlenindustrie. Mit der Zahl der selbständigen Meister stieg sprunghaft die Anzahl der Windmühlen. Zu dieser Zeit waren die Windmühlen auch in den gebirgigen, südlichen Landesteilen verbreitet. So zum Beispiel im Neuwieder Becken, auf windigen Anhöhen der südlichen Mittelgebirge. An diesen Standorten half ihnen eine kältere Klimaperiode, die zu vermehrtem Wind führte (siehe Kleine Eiszeit). Auch für den Raum Sachsen-Thüringen ist eine wachsende Zahl von Windmühlen im 19. Jahrhundert belegt.
Nach Zählungen der Preußischen Regierung waren im Deutschen Kaiserreich noch 1895 18.362 Windmühlen und 54.529 Wassermühlen in Betrieb, von denen bei den erstgenannten 97 % und bei den zweiteren knapp 60 % Getreidemühlen waren. Ihnen standen damals 58.530 Betriebe gegenüber, die mit Dampfkraft arbeiteten. Zwar war die Dampfmaschine bereits Anfang des 18. Jahrhunderts erstmals erfolgreich eingesetzt worden, endgültig durchsetzen konnte sie sich jedoch erst in der Zweiten Hälfte des 19. Jahrhunderts. Die Entwicklung der Dampfmaschine im 19. Jahrhundert brach langsam die Vorherrschaft der mit Wasserkraft und Windenergie betriebenen Maschinen. Da der Betrieb der Windmühlen vom Wetter abhängig war und nicht die Leistung großer Dampfmaschinen erreichte, war der Einsatz der Dampfmaschine trotz oftmals höherer Kosten gerade für große Unternehmen praktischer und die Zahl der Windmühlen ging stark zurück. Das sogenannte „erste Mühlensterben“ setzte ein. Für die noch bestehenden Windmühlen wurde der Umbau auf elektrischen Antrieb angeboten, um den Klein- und Mittelbetrieben die Existenz zu sichern. So wurde 1936 auf einer Ausstellung in Berlin eine Mühle mit elektrischem Antrieb gezeigt.
Während und nach dem Zweiten Weltkrieg erlebten die noch bestehenden Windmühlen eine kurze Blütezeit, da mangels Treibstoff, Elektroenergie und intakten Antriebsmaschinen keine Alternativen bestanden, die benötigten Maschinenleistungen zu erbringen. Dieser Aufschwung ging jedoch in der Bundesrepublik Deutschland in den 1950er Jahren vor allem durch das Mühlengesetz zu Ende, mit dem sich die Großbetriebe der unliebsamen Konkurrenz der Windmühlen durch Prämien für die Stilllegung entledigten („zweites Mühlensterben“). Demzufolge ging die Zahl der gewerblich betriebenen Windmühlen dramatisch zurück.

## Restaurierung

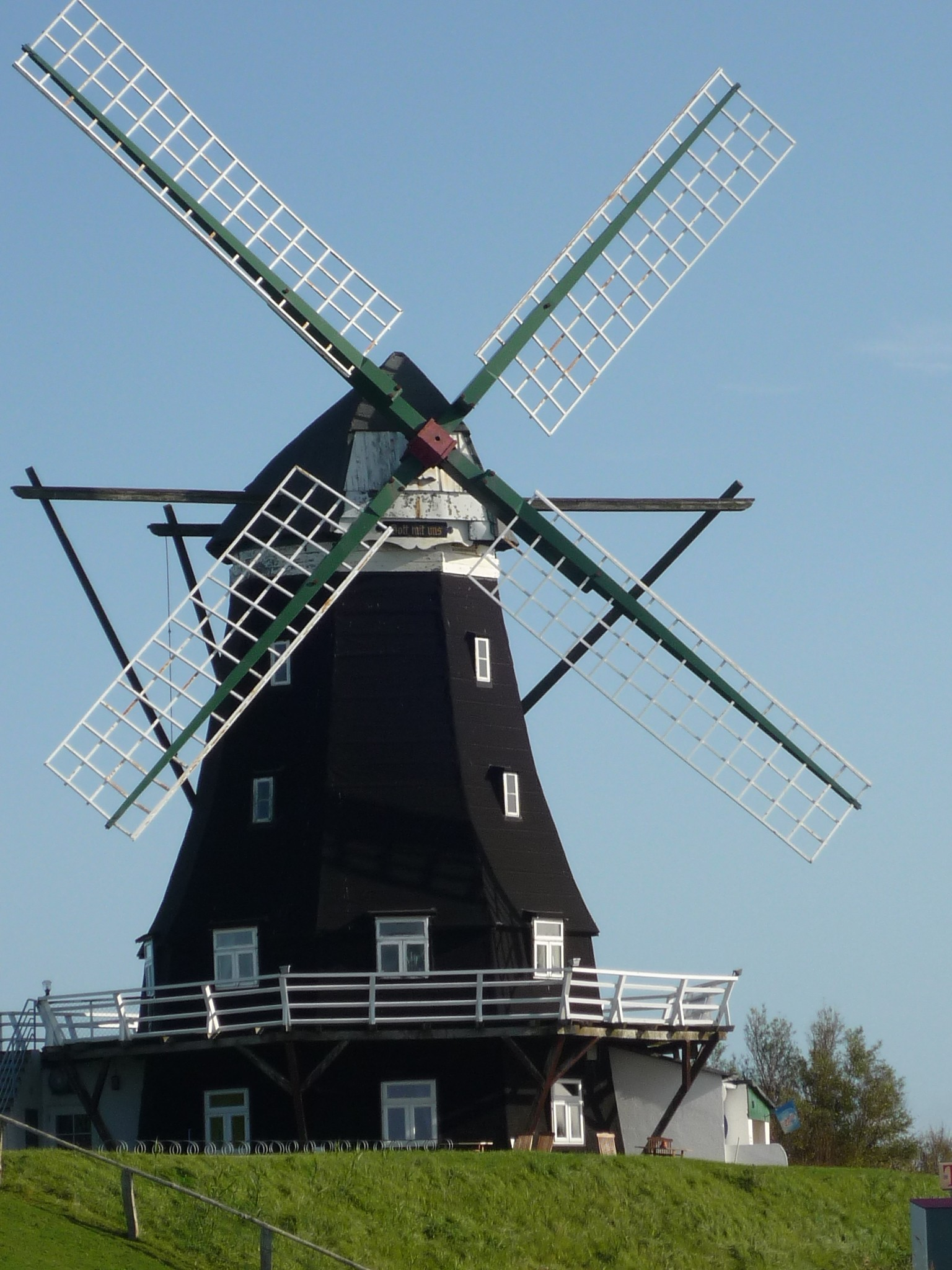
Restaurierte Nordermühle auf Pellworm

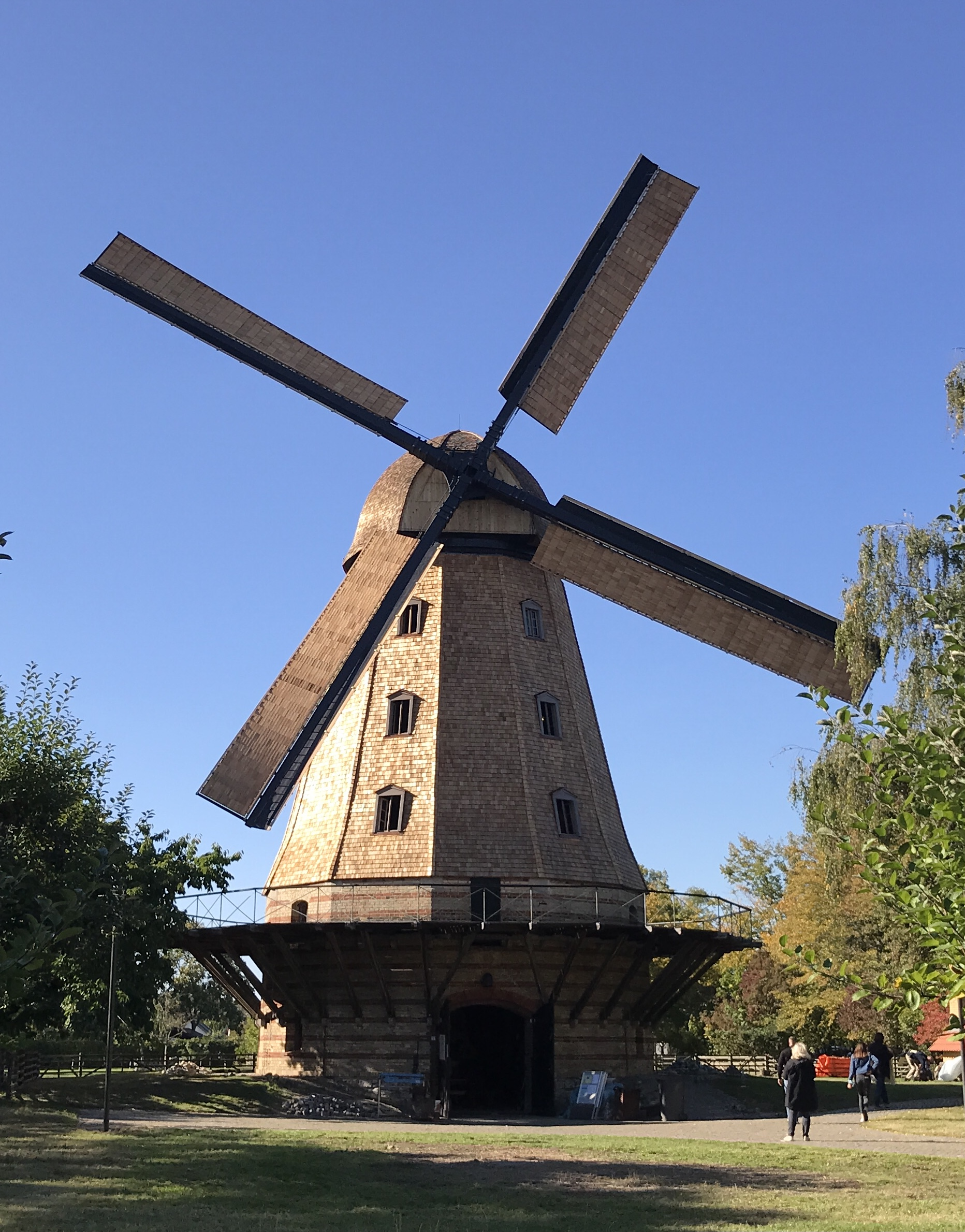
Mühle in Berlin-Britz, nach der Restaurierung 2021

In den 1980er Jahren entwickelte sich in Westdeutschland eine Restaurierungswelle aufgrund der Wiederentdeckung der alten Kulturtechnik. Viele Windmühlen wurden mit neuem Leben als technisches oder produzierendes Denkmal erweckt. Weitere Nutzungen als Museum, als Restaurant, als Vereinsmühle zur Dorfbilderhaltung oder zu Wohnzwecken wurden umgesetzt. Die dabei geleistete technische Restaurierung war nicht immer korrekt und von vielen Improvisationen getragen, da der Beruf des Mühlenbauers im Rahmen des Mühlengesetzes in den 1950er Jahren aus der Handwerksrolle gestrichen wurde.
In Ostdeutschland verringerte die Kollektivierung die Anzahl der privat betriebenen Mühlen. Nach der Wiedervereinigung Deutschlands 1990 konnten die vielen noch vorhandenen Kleinmühlen sich gegen die neue Konkurrenz nicht behaupten und erloschen als Gewerbemühlen. Heute gibt es im wiedervereinigten Deutschland rund 1.400 Wind- und Wassermühlen, die jährlich am Deutschen Mühlentag zu Pfingsten teilnehmen.
In den Niederlanden waren bis Ende des 19. Jahrhunderts mehr als 10.000 Windmühlen im Einsatz, deren Bestand inzwischen auf etwa 1.000 geschrumpft ist. In den USA sollen um 1880 etwa sechs Millionen Windkrafträder zum Wasserpumpen im Einsatz gewesen sein, Anfang des 21. Jahrhunderts sind es nur noch 15.000.
Bei der Restaurierung einer Windmühle fallen erhebliche Kosten an, die sich bei der Britzer Mühle 2021 auf ca. 700.000 Euro summierten. Bei dieser Restaurierung wurden die Mühle und Kappe mit neuen Holzschindeln aus Lärchenholz eingedeckt. Die Flügel mit neuen Jalousieklappen ausgestattet, das Mauerwerk im Sockel ausgebessert, die Blitzschutzanlage und Beleuchtung in der Mühle erneuert. Auch Arbeiten die vorher nicht sichtbar waren, wie z. B. die Ausbesserung des Fugbalkens, wurden hierbei ausgeführt. Mehrere Gewerke (Handwerksbetriebe) kamen zum Einsatz.

## Funktion

Energienutzung am Beispiel einer Galerieholländermühle (Britzer Mühle)

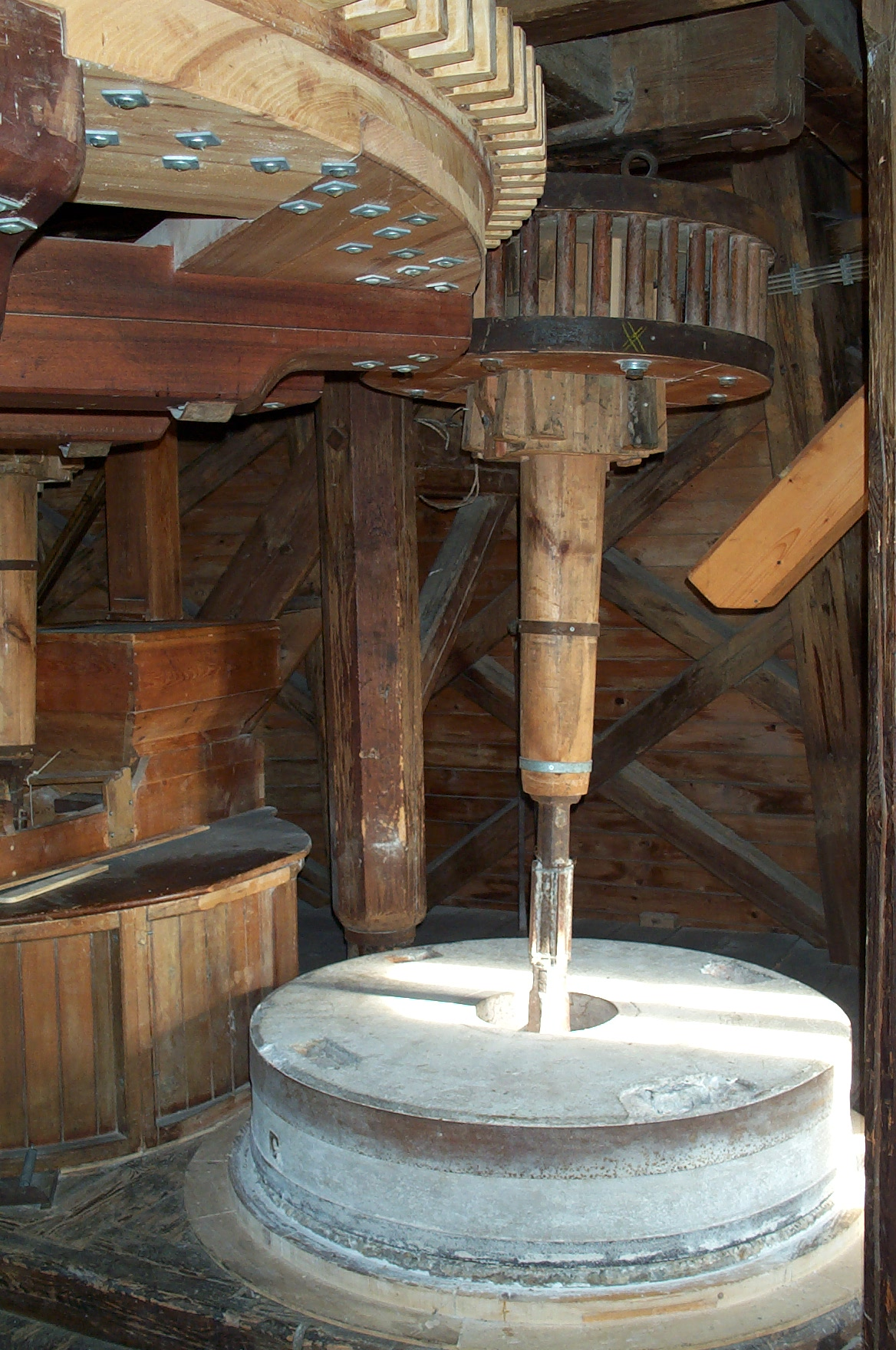
Abnahme der Energie vom Stirnrad auf ein Korbrad beim obenangetriebenen Mahlgang, hier zu Wartungszwecken ohne Bütte

Technisch gesehen ist eine Windmühle eine Vorrichtung, die die im Wind enthaltene kinetische Energie als mechanische Energie nutzbar macht. Dazu entnehmen Windmühlen mit ihren Flügeln aus dem Wind die Energie und wandeln diese in Rotationsenergie um. Dazu müssen die Flügel so in den Wind gedreht werden, dass dieser von vorne auf die Flügel blasen kann und sie in Bewegung versetzt werden. Die auf diesem Weg gewonnene Rotationsenergie wird über eine Flügelwelle in das Mühlengebäude geführt.
Auf dieser vorne leicht angehobenen Welle sitzt ein großes Kamm- oder Zahnrad. Diese Welle ist häufig in Steinlagern aus Granit, sogenannten Katzensteinen, gelagert. Von diesem Kammrad wird die Energie in einer ersten Übersetzung mit einer Arbeitswelle abgenommen und nach unten in das Gebäude geleitet. Mit dieser sich drehenden Welle befindet sich die Energie nun im Gebäude und kann jetzt für die mechanische Arbeit genutzt werden.
Bei Bockwindmühlen geschieht dies meist direkt mit einem Korbrad auf den Mahlgang, bei Holländerwindmühlen wird die Energie erst über eine Königswelle aus der drehbaren Kappe ins feste Mühlengebäude nach unten geführt. Dort wird über eine weitere Getriebestufe der Mahlgang mit einem Korbrad angetrieben. Bei anderen Mühlennutzungen kann von den drehenden Wellen die Energie zum Betrieb der benötigten Maschinen in der Mühle mit Zahnrädern, Schleif- und Reibscheiben oder Flachriemen abgenommen werden. Je nach Auslegung der Windmühle als Mahl-, Stampf-, Hammer-, Sägemühle oder weiteren Anwendungen sind dies unterschiedliche Maschinen.
Abweichend davon gab es auch Windmühlen mit vertikaler Rotationsachse und senkrecht stehenden, auf einer horizontalen Drehkreisebene umlaufenden Blättern, Schaufeln oder Segeln. Sie haben den Abnahmepunkt der Rotationsenergie von der vertikal stehenden Rotor- und Hauptwelle meist unten an der Bodenlagerung des Rotors angeordnet. Dort befinden sich die dem Verwendungszweck entsprechenden Einrichtungen wie zum Beispiel ein Mühlstein oder eine Hebevorrichtung für die Bewässerung von Feldern. Diese Systeme gab es als historische Windmühle nur im orientalischen und asiatischen Raum.

## Anwendungsgebiete

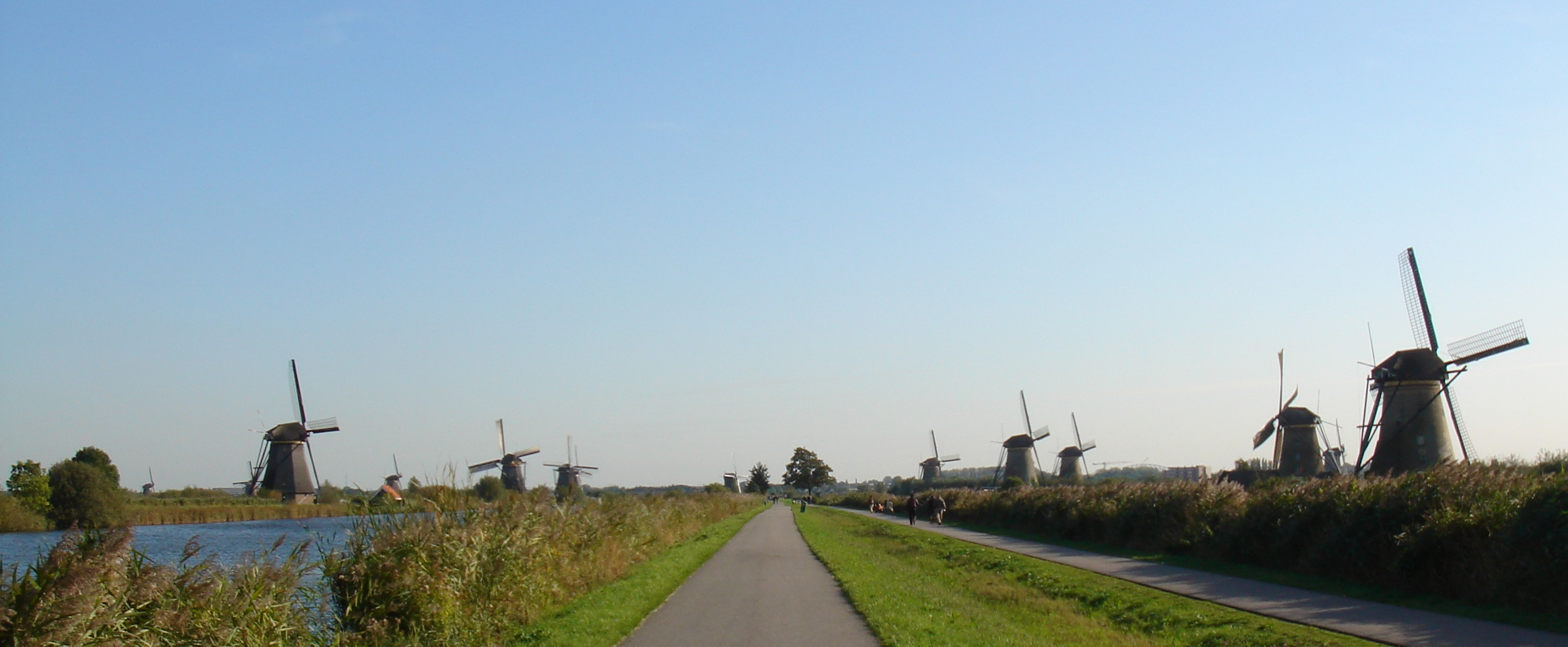
Mühlenlandschaft Kinderdijk: Windmühlen zum Wasserpumpen

Eingesetzt wurden Windmühlen in verschiedenen Tätigkeitsbereichen: Neben dem Mahlen von Getreide und anderen Materialien spielten sie insbesondere als Windpumpen eine wichtige Rolle z. B. bei Be- und Entwässerung.
Ursprünglich wurden Windmühlen als Kornmühlen zum Zerkleinern (Mahlen und Schroten) von Getreide, Schälen (Pelden) von Gerste (Graupen) und Reis verwendet. Besonders das Mahlen und Schälen in Kleinmengen auf dem Reibstein war eine tägliche, kräftezehrende Arbeit, die mit Hilfe der Windmühlen nun effektiver und kräfteschonender gestaltet werden konnte. Später wurde das Mahlen und Zerkleinern auf andere Stoffe ausgedehnt – es entstanden Öl-, Senf-, Gewürz-, Farb- (Zerkleinern und Mischen von Mineralien und Erde), Steinschrot-, Pulver-, Gips-, Kreide-, Schnupftabakmühlen, weiterhin Dreschmühlen, Häckselmühlen, Lohmühlen, in denen Eichenrinde zur Gerbsäuregewinnung für die Lederindustrie gestampft wurde. Hinzu kamen weitere werkstoffverarbeitende Anwendungen als Schleifmühlen, Säge- und Hammermühlen für Holz und Metall, seit dem 14. Jahrhundert Drehbankmühlen, später Bohrmühlen (Rohre), Drahtziehmühlen, Walz- und Schneidemühlen zur Blechverarbeitung. Im 16. Jahrhundert waren in Europa mehr als vierzig mühlenbetriebene Fertigungsprozesse bekannt.

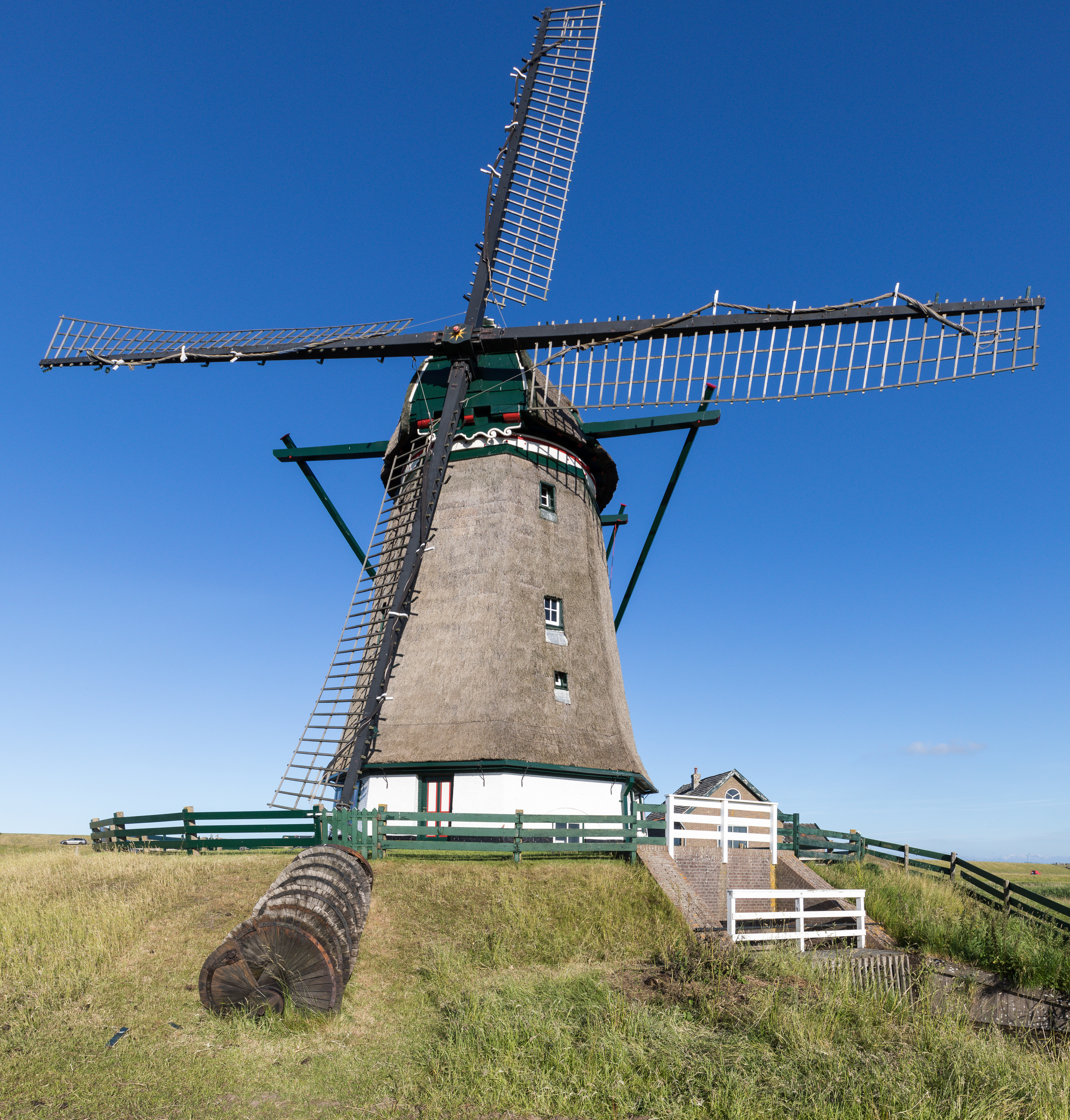
Wasserschöpfmühle „Het Noorden“ bei Osterend, Texel

In den küstennahen Gebieten der Niederlande kamen Windmühlen als Schöpf- und Pumpmühlen ab dem Jahre 1394 zur Entwässerung zum Einsatz und nutzten das lange bekannte Prinzip der Archimedischen Schraube. Damit wurde das Wasser aus den Poldern in mehreren Stufen über die Dämme gehoben und die eingedeichten Flächen entwässert. Die Entwässerung tiefliegender Gebiete war das wichtigste Anwendungsgebiet in den Niederlanden. In Ost- und Nordfriesland fanden sie zur Trockenlegung („Trockenmahlen“) von Moorflächen Anwendung. Eine weitere Pumpanwendung war das Anheben von Sole zur Berieselung von Gradierwerken (Kuranwendung und Soleaufkonzentrierung für die Salzgewinnung). Auch zur Bewetterung wurden Mühlen herangezogen.
Die Deutsche Gesellschaft für Mühlenkunde und Mühlenerhaltung (DGM) hat in einer Zusammenstellung über die Nutzung von Windmühlen 150 verschiedene mechanische Tätigkeiten, von A wie Abpumpmühle bis Z wie Zwirnmühle ermittelt.

## Standorte
Wind- und Wassermühlen waren nicht wie Tretmühlen im Dorf angesiedelt. Ihre Standorte befanden sich an besonders windexponierten Stellen bzw. dort, wo Wasserkraft verfügbar war. Da Müller meist an oder in der Nähe ihrer Arbeitsstätte wohnten, lagen Betriebsstätte und Wohnung damit zumeist außerhalb des Dorfes.
Windmüller kannten keine geregelten Arbeitszeiten. Sie nahmen die Mühle bei entsprechendem Wind zu allen Tages- und Nachtzeiten und auch am Wochenende in Betrieb. Diese Situation machte sie den Dorfbewohnern verdächtig. Als es im 18. Jahrhundert zur Gründung von Zünften kam, gelang es den Windmüllern erst sehr spät, diese Vorurteile zu überwinden und sich in einer eigenen Zunft zusammenzuschließen.
Da für manche Zwecke wie z. B. die Entwässerung einzelne Mühlen nicht ausreichten, wurden Windmühlen in manchen Gebieten konzentriert aufgestellt, was als Vorläufer moderner Windparks gelten kann.

## Europäische Windmühlentypen nach Bauart
Mit der zunehmenden technischen Entwicklung bildeten sich in Europa mehrere Windmühlentypen heraus, die sich in ihrer Bauart unterscheiden. Die Neuentwicklungen verbreiteten sich zunächst regional – immer stark durch die jeweiligen Mühlenbaumeister geprägt – und erst im Laufe der Zeit fand eine überregionale Verbreitung statt. Durch die lokalen Besonderheiten gab es immer wieder Sonderformen wie zum Beispiel eine Kokerwindmühle mit Galerie.

### Flutter

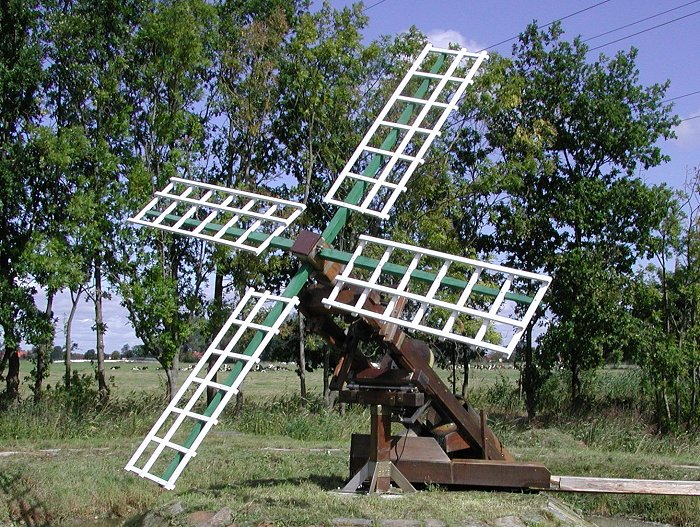
Flutter-Mühle bei der „Moorseer Mühle“ in Nordenham

Die Fluttermühle oder der Flutter, abgeleitet von fries. fletta = bewegen (ndl. tjasker), ist die einfachste und kleinste Bauart einer Windmühle und dient dem vertikalen Wassertransport und der Entwässerung.
Diese Mühle wurde im 16. Jahrhundert in den Niederlanden erfunden, diente dort zur Einpolderung und in Ostfriesland zur Entwässerung von Feuchtgebieten und war Mitte des 20. Jahrhunderts, durch moderne Pumpwerke verdrängt, beinahe verschwunden. Heute existieren in Norddeutschland wieder eine Handvoll in Museen und im Einsatz zur Wiederbefeuchtung von Biotopen. Im Norden der Niederlande stehen noch 25 dieser Mühlen, 11 davon in Friesland.
Im Wesentlichen besteht der Flutter aus einer Archimedischen Schraube und einem kleinen Windflügelkreuz (1,5 – 7 m Durchmesser) mit Brett- oder Segelgatterflügeln. Dieses sitzt unmittelbar am oberen Ende der Archimedischen Schraube; direkt am Wellkopf hinter den Flügeln stützt ein kleiner Bock unter einem Winkel von um die 30 ° das Gerät. Das untere Ende der Archimedischen Schraube ragt in den Wassergraben, aus dem das Wasser gehoben und nach außen geleitet werden soll. Sie wird von Hand in den Wind gedreht. Weil sie klein und leicht waren, ließen sich diese Mühlen einfach versetzen, wenn das Wasser aus dem Graben abgepumpt oder in einer Region die Entwässerung nicht mehr nötig war.
Am häufigsten waren diese Mühlen in den Niederlanden (Nordholland, Friesland) und in den Niederungen in Ostfriesland. In Deutschland stehen Flutter heute in Riepe, Bedekaspel, Weenermoor und in Grotegaste in Ostfriesland. In den Niederlanden sind sie noch in den Polderregionen verbreitet.

### Bockwindmühle

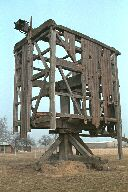
Balkenkonstruktion einer Bockwindmühle

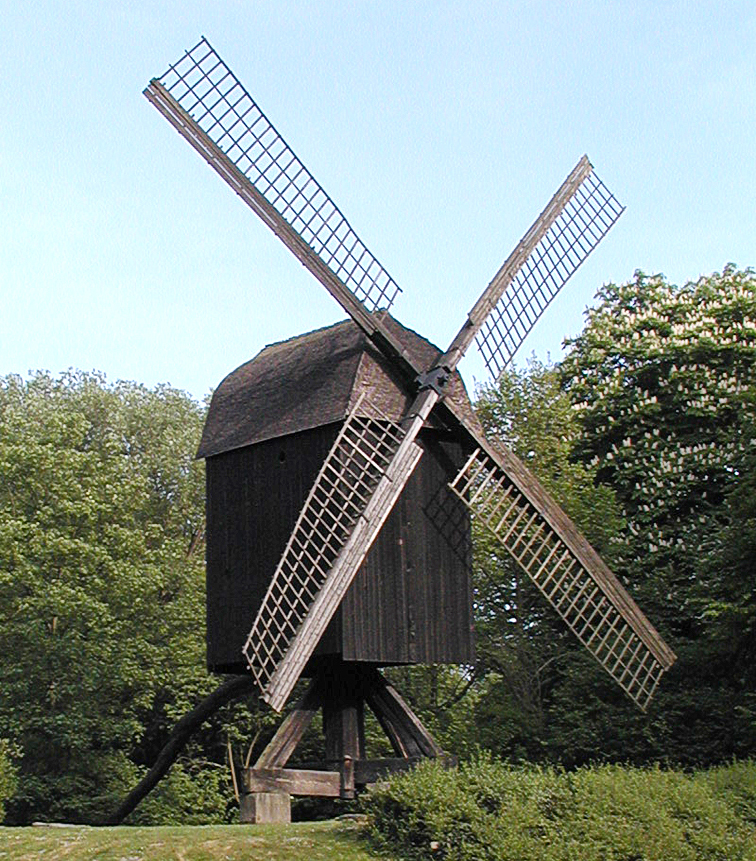
Alte Bockwindmühle in Hannover

Aufbau des Bocks bei der Bockwindmühle Berlin-Spandau

Der älteste Windmühlentyp in Europa ist die Bockwindmühle. Sie lässt sich seit dem 12. Jahrhundert in Europa nachweisen. Zunächst in der Region Belgien und Nordfrankreich bekannt, verbreitete sie sich im Laufe der Zeit über ganz Nordeuropa bis ins Baltikum, wobei sie vor allem im windreichen Norddeutschland anzutreffen war. Daher bekam sie dort auch den Namen Deutsche Windmühle.
Bei diesem Typ Mühle ist das ganze Gebäude samt seinen teilweise schweren Maschinen drehbar auf einem Bock gelagert. Dieser stützt den senkrecht stehenden, meist rund ausgeführten Mühl- oder Hausbaum, der bis in die Mitte des Mühlengebäudes ragt und auf dessen oberem Ende der quer verlaufende vierkantige Mehlbalken, auch Hammer genannt, drehbar gelagert ist. Die Last wird über den Zapfen und den Sattel unter dem Gebäude auf den Hausbaum abgeleitet. Beide sind in Holz ausgeführt und brauchen ständige Wartung (Schmierung, Stabilitätskontrolle). An dieser drehbaren Konstruktion ist der gesamte ausgesteifte Mühlenkasten aufgehängt.
Zur Unterstützung der Drehung ist unter dem Gebäude an der Rückseite der stabile Steert (plattdeutsch für „Schwanz“, Steuerbalken an der Mühlenkastenrückseite) angebracht, der als Hebel die Drehbewegung unterstützt. Englische Bockwindmühlen (engl. post mills) hatten vielerorts eine großdimensionierte Windrose an einer radgestützten Aufhängung mit Zugangstreppe anstelle der Steertkonstruktion, ebenfalls an der Rückseite angebracht. Der Bock war überwiegend mit einem meist runden Steinbau (Rundbau, engl. roundhouse) umgeben.
Das Müllerhaus hat je nach Baujahr, Lage und Mühlenbauer einen meist rechteckigen, manchmal eher quadratischen Grundriss. Auch die Höhen der Mühlen sind unterschiedlich ausgeführt, genau wie die Lage der an der Rückseite zugeführten Treppe. Das Dach ist meist als Satteldach ausgeführt.
Das Drehlager ist demnach unter dem Mühlengebäude. Damit muss immer das gesamte Gebäude mit den Maschinen dem Wind nachgeführt werden. Zur Unterstützung wurden hier häufig Pflöcke um die Mühle in den Boden gerammt und die Mühle mit einem Flaschenzug, der zwischen den Pfählen und dem Steert eingespannt wurde, herumgezogen.
Da die komplette Mühle aus Holz konstruiert war, konnte sie abgebaut und an einem anderen Ort wieder aufgebaut werden. Das war besonders zu Kriegszeiten wichtig, aber auch wegen des immer größeren Flächenbedarfs der Städte durch den Bevölkerungszuwachs. Viele Windmühlen, die bis dato an einem guten Windplatz standen, wurden windlos, da die Bebauung in der Nähe zunahm und den Mühlen den Wind nahm. Demzufolge wurden viele Mühlen zerlegt und an windgünstigeren Standorten wieder aufgebaut.
Durch die unterschiedliche bauliche Gestaltung des Bocks konnte zusätzlicher Lagerraum gewonnen werden. Außerdem bekamen diese Mühlentypen häufig am Gebäudekasten seitlich angesetzte Taschen, um im Gebäude mehr Platz für Maschinen zu bekommen. Die höchste Bockwindmühle („De Meerlaan“, jetzt eine Ruine) ist in Gistel, West-Flandern, zu finden: Ihr Unterbau ist ein 15 m hoher, fünfstöckiger Steinturm mit Galerie unterhalb des 5. Stocks – quasi eine Turmgaleriebockmühle.

### Koker- oder Köcherwindmühle

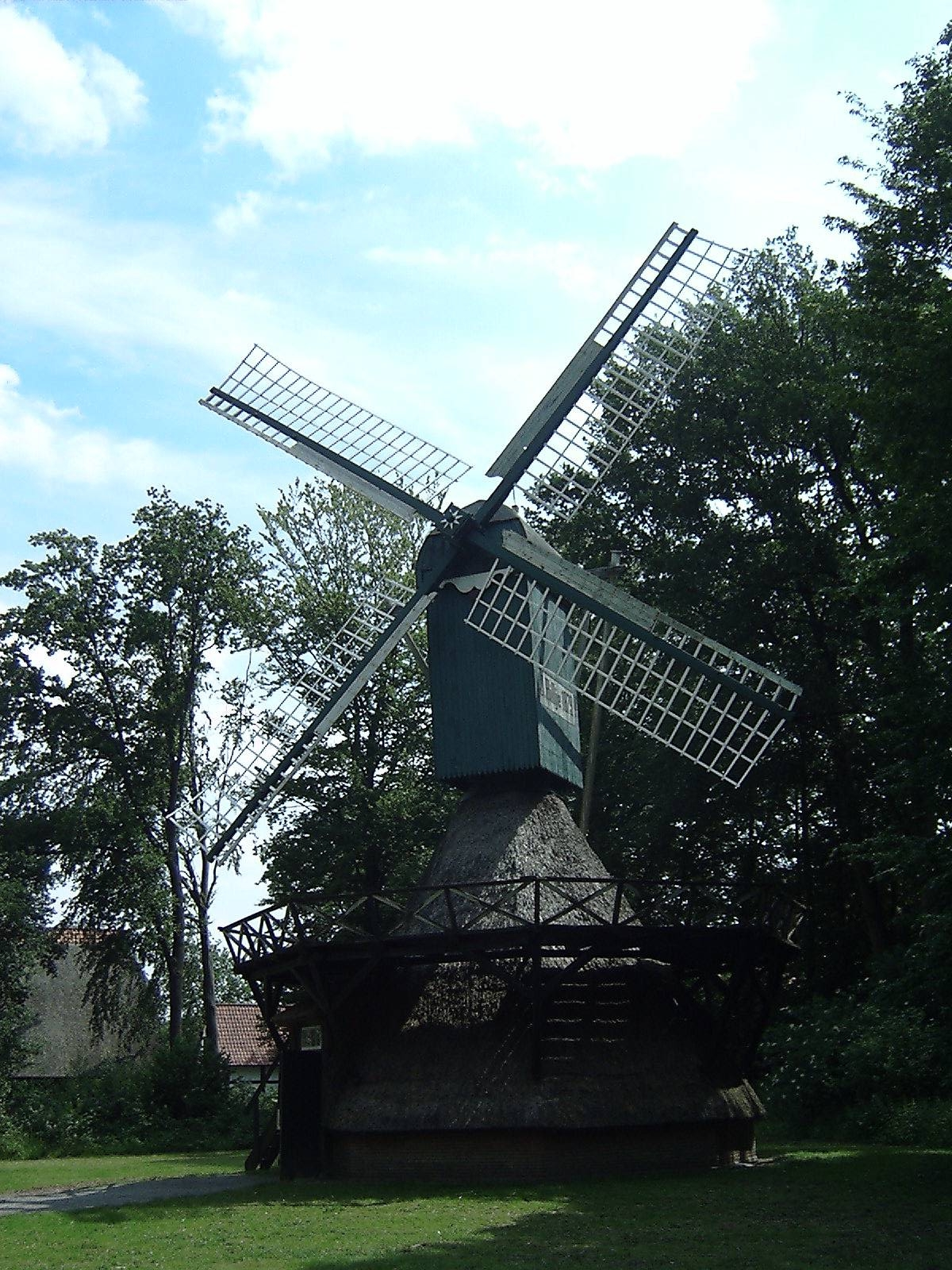
Galerie-Kokerwindmühle in Cloppenburg

Eine Weiterentwicklung war die Kokerwindmühle, auch Wippmühle genannt. Sie entstand aus der Bockwindmühle, indem man den Hausbaum durchbohrte und die Königswelle senkrecht hindurch in den neugeschaffenen unteren Mühlenteil führte. Die Überleitung der Energie aus dem Mühlkasten in den nicht drehbaren unteren Teil erfolgte dann über diese senkrechte Königswelle. Die Mühle selbst drehte sich um ihre Königswelle herum, gelagert auf der „Köcher“ (niederdt./ndl. Koker) genannten, zylindrischen durchführenden Fassung der Welle aus Eichenholz, die beide Gebäudeteile verband. Die Drehebene lag am oberen Ende des Köchers – analog dem Zapfen des Hausbaums einer Bockmühle. Der Köcher war demnach auch als Hausbaumersatz Stütze und Drehbereich für den Mühlenkasten. Am unteren Wellenende, im Untergebäude, ursprünglich die offene Balkenstützkonstruktion des Kokers und damit der Mühle, erfolgte die Übertragung zunächst auf eine archimedische Schraube, denn die ersten Kokermühlen wurden als Schöpfmühlen eingesetzt.
Bei Kornmühlen, Sägemühlen etc. dieses Typs wurden das Mahlwerk/Sägewerk und alle Maschinen aus dem einstigen Bockwindmühlengebäude in den unteren festen Unterbau aus Holz oder Mauerwerk ausgelagert. Im Mühlenkasten verblieben damit nur der primäre Antriebsmechanismus (Flügelkreuz, Hauptwelle mit Kammrad) und das obere Ende der zur Kraftübertragung nötigen, oben mit einem Bunkler (Kronrad) versehenen Königswelle. Es drehte sich also, genau wie bei der Bockwindmühle, das hier jedoch wesentlich kleinere Mühlenhaus. Neben dem Hauptmechanismus wurden auch alle übrigen Teile aus dem Mühlenkastens in den festen unteren Teil verlagert.
Diese Mühlen waren meist kleiner als Bockwindmühlen und wurden hauptsächlich zu Pumpzwecken oder zur Bereitstellung kleinerer Leistungen eingesetzt. In Walbeck existiert als einzige Mühle dieses Typs in NRW ein größeres Exemplar einer ehemals niederländischen Säge-Kokermühle (1780) als Kornmühle (1823) mit achtkantigem, über dem Erdgeschoss konisch sich verjüngendem Steinunterbau. In Norddeutschland finden sich noch vereinzelte Exemplare der ehemals weit verbreiteten Kokermühle wie zum Beispiel die Schöpf-Kokermühle in Ihlow-Riepe, die seltene Galerie-Kokerwindmühle (Kornmühle) in Edewecht als Kopie und Original im Cloppenburger Freilichtmuseum, dem Museumsdorf Cloppenburg, sowie die Kokermühle auf dem Neuen Gradierwerk in Bad Rothenfelde, die dem Transport der Sole über das Gradierwerk diente.
Die baulich kleineren Abarten dieser Mühle heißen Spinnkopfmühle (niederdt. Spinnkoppmöhl / ndl. Spinnenkopmolen).

### Turmwindmühlen

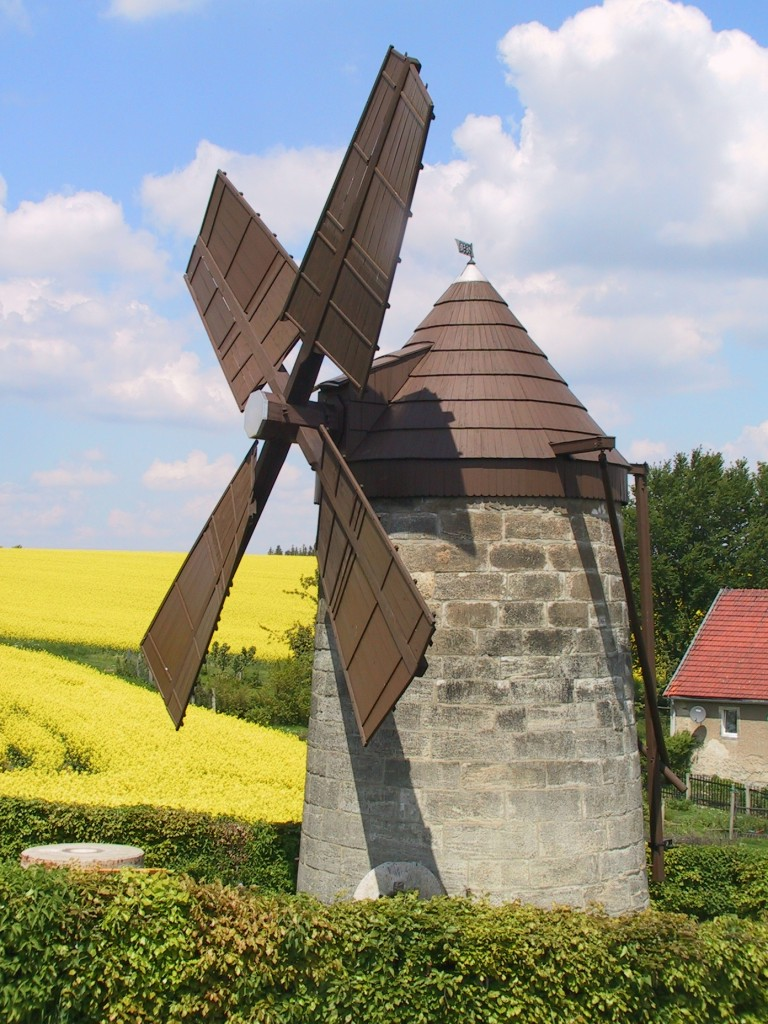
Turmholländerwindmühle in Reichstädt (Dippoldiswalde) mit drehbarer Kappe

Eine Turmwindmühle (niederländische Sprache: torenmolen) ist ein aus Ziegel- oder Naturstein aufgemauerter Turm mit in die Dachkappe eingebautem Getriebe, Mahlwerk im Turmgebäude und angesetztem Flügelkreuz, wie sie seit dem 13. und 14. Jahrhundert auf Burgmauern, Festungsbauten und Stadtbefestigungen (Bottmühle, Köln; Wijk bij Duurstede, Niederlande) errichtet wurde. Die Flügel waren bei diesen frühen Exemplaren nicht in eine andere Windrichtung drehbar und mussten so beim Bau in der Hauptwindrichtung am Mühlenturm angebracht werden. In Europa ist dieser Typ seit dem 14. Jahrhundert hauptsächlich in der Region um das Mittelmeer als dort eigener Typ bekannt. Einfache Getriebe, später auch Königswellen, übertrugen die Energie ins Gebäudeinnere zum Mahlwerk.
Daneben existiert noch die Turmwindmühle des holländischen Typs mit drehbarer Kappe („Turmholländerwindmühle“). Sie hat ebenfalls einen zylindrischen, aus Stein gemauerten Mühlenturm, manchmal auch leicht konisch, ähnlich der Turmwindmühle mit fester Kappe, nur oft gedrungener. Ihr Ursprung geht auf das 15. Jahrhundert zurück. Sie war in Westeuropa (Westdeutschland, Frankreich, Niederlande, England) verbreitet. In den südlichen Niederlanden haben vier funktionsfähige Turmwindmühlen als Kornmühlen, zum Teil aus der Anfangszeit dieses Mühlentyps, überlebt, drei in der Provinz Gelderland in Lienden (1644), Zeddam (1441) und Zevenaar (1408) und eine vierte in Maastricht-Gronsveld (1623). Ebenso gab es sie in Deutschland (Nordrhein-Westfalen), unter anderem im Kreis Heinsberg im Heinsberger Ortsteil Kirchhoven, im Waldfeuchter Ortsteil Haaren und im Gangelter Ortsteil Breberen, wo drei noch voll funktionierende Turmholländer stehen. Neben vielen außer Funktion stehenden Turmmühlen kennt man in Walbeck (Geldern) die „Steprather Mühle“ als älteste deutsche Windmühle in Funktion. Dazu existierten sie auch in England und Frankreich. Schwerpunktmäßig waren diese Mühlen im Rheinland, in Westfalen und im Osten Deutschlands verbreitet (Mecklenburg, Sachsen, Sachsen-Anhalt).
Der Begriff „Turmwindmühle“ wird zuweilen auch auf konisch gebaute Stein-Holländermühlen (als Galerie-, Berg-, Erdholländer) ausgedehnt (besonders in England). Solche Mühlen heißen in den Niederlanden nie „torenmolens“, sondern stets „ronde stenen (rondstenen)“ stellingmolens (Galeriem.) / beltmolens (Bergm.) / bovenkruiers (Obendreher) / grondzeilers (Grundsegler).
Als Bärwindmühlen werden besonders massiv ausgeführte Turmwindmühlen bezeichnet, deren Turm als Wehrturm in eine Stadt-, Burg- oder sonstige Festungsmauer integriert ist oder die auf einen solchen Wehrturm aufgesetzt ist. Der Turm einer solchen Wehrmühle musste entsprechend dickwandig sein, um Angriffen mit schweren Geschossen standhalten zu können. Der Name leitet sich von Turmform ab, die entfernt an die gedrungene Statur eines Bären erinnert. Seltener werden auch einzeln stehende Turmwindmühlen, die zwar nicht in eine Festungsmauer integriert, jedoch nach Art eines Wehrturmes (d. h. mit massiv gemauertem Turm) gebaut sind, als „Bär“ bezeichnet. Mehrere solcher Mühlen sind in der Region Niederrhein erhalten.
Eine weltweit einzigartige Turmwindmühle steht nahe dem gleichnamigen Dorf Chesterton in Warwickshire, England, die Windmühle Chesterton mit Arkadensockel und Innenkrühwerk.

### Holländerwindmühle

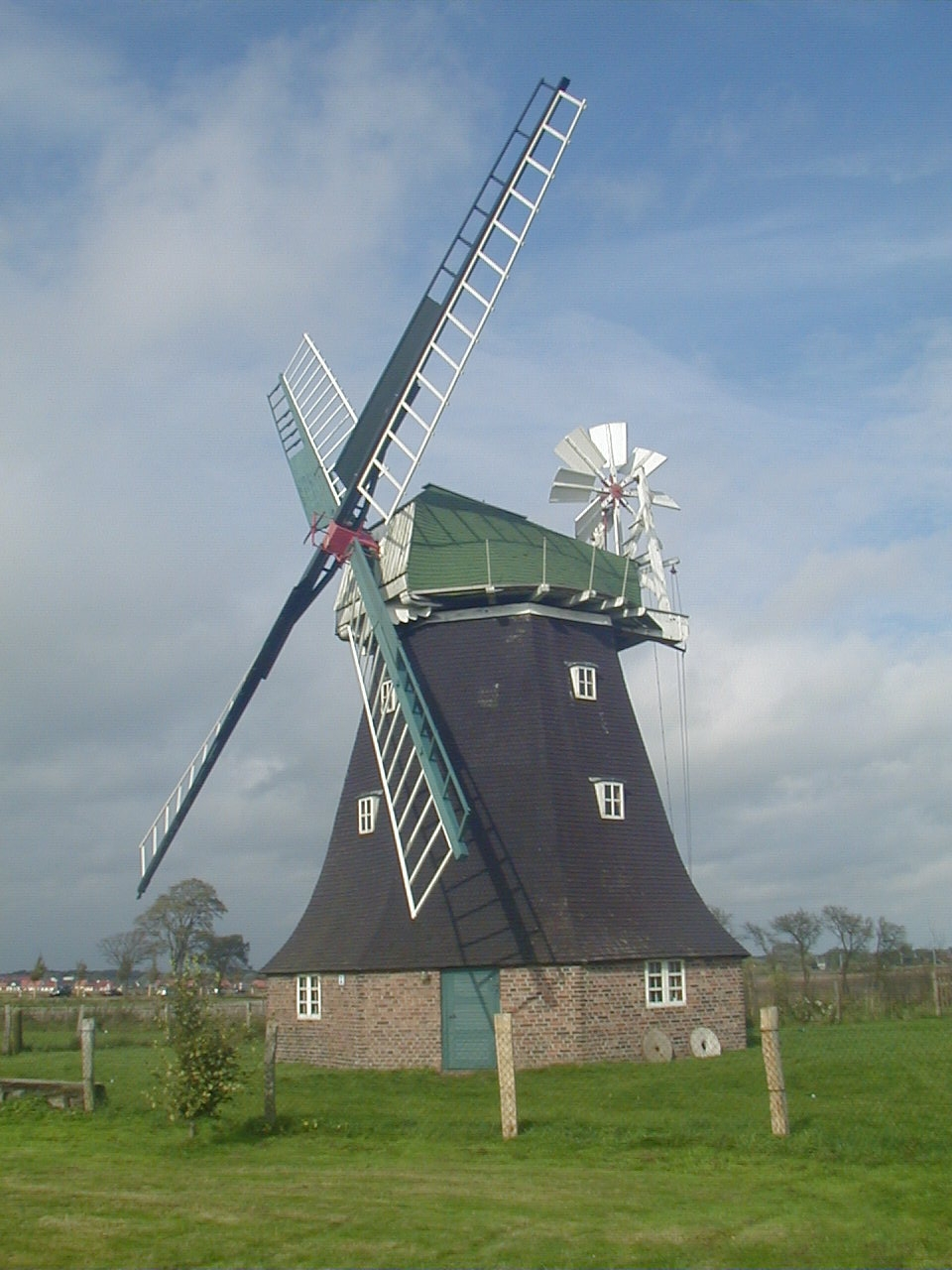
Erdholländer Rövershagen, Kreis Bad Doberan, Mecklenburg-Vorpommern

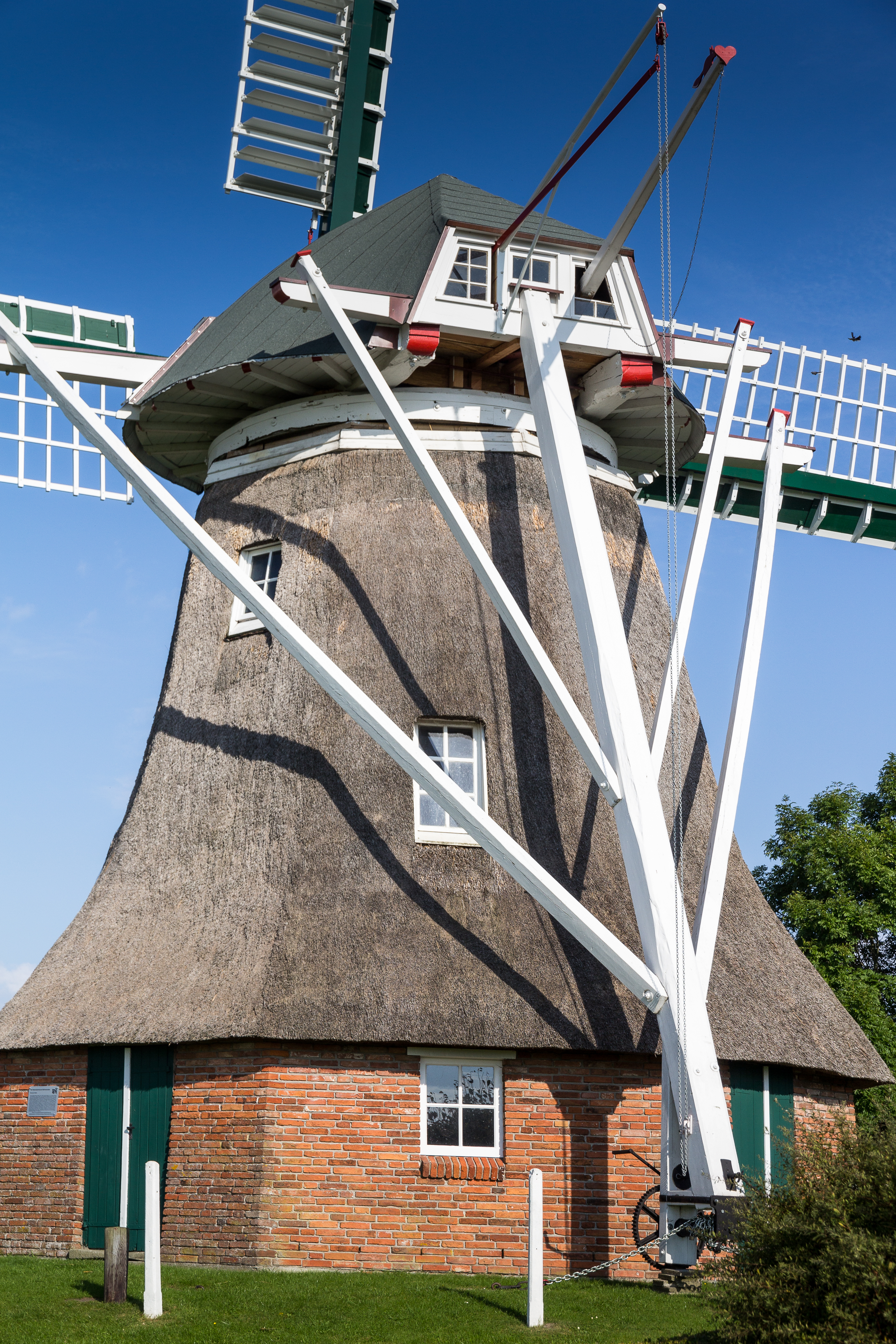
Steert der Berdumer Windmühle

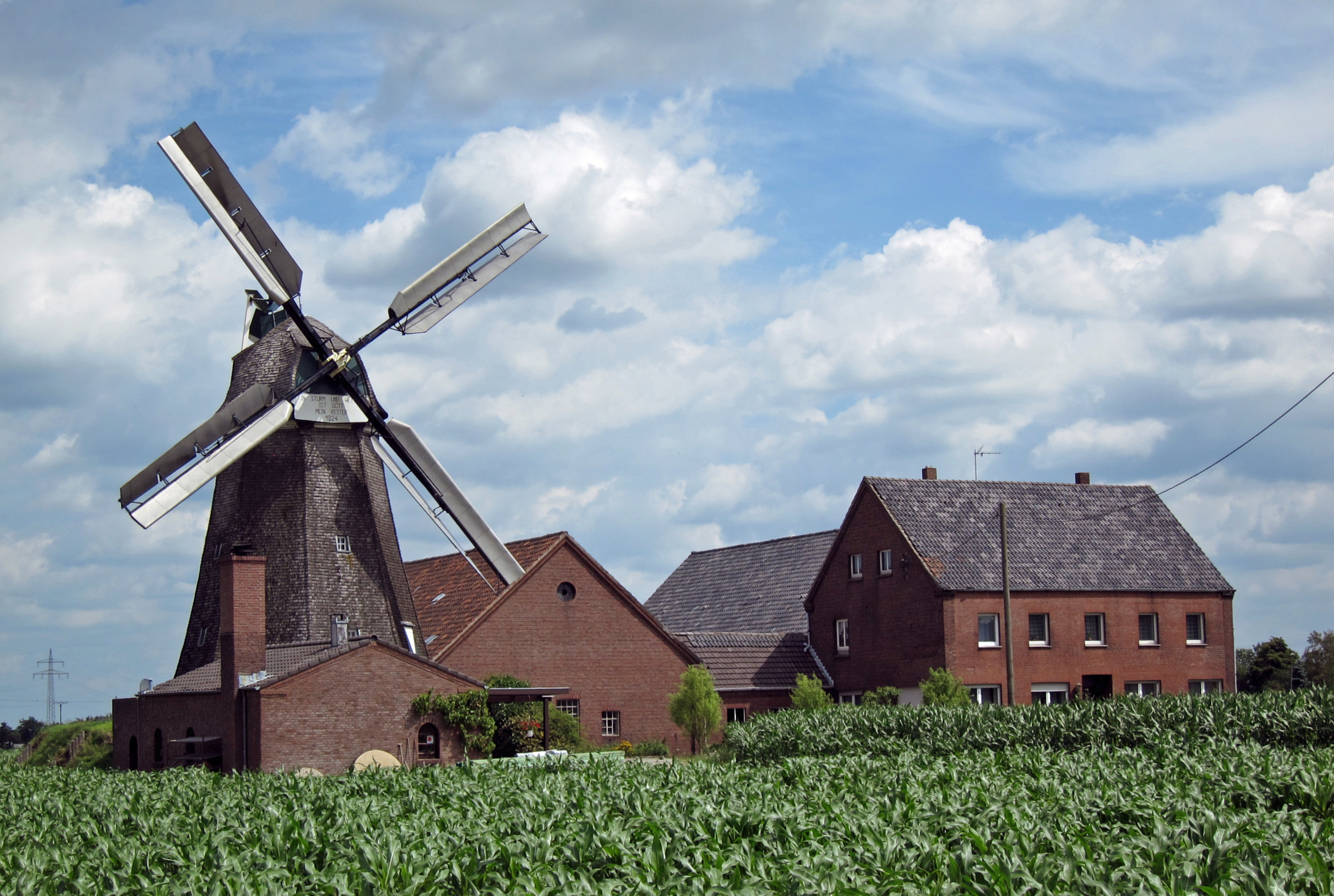
Alte Windmühle Donsbrüggen mit Bilauschen Ventikanten, Kreis Kleve, Nordrhein-Westfalen

Zu Beginn des 16. Jahrhunderts wurde in den Niederlanden die Holländerwindmühle, auch Kappenwindmühle genannt, erfunden. Zumeist ist dieser Typ ein achteckiger (bis zwölfeckiger) hölzerner Bau auf einem soliden Fundament, bei dem nur die obere Kappe mit einem Steert (ein Balkensystem am Haubenende zum Vordrehen der Kappe) oder der Windrose drehbar ist. Durch die hoch gelegte Drehebene konnte das ganze Gebäude größer und stabiler ausgelegt werden. Damit waren auch größere Flügelkreuze möglich und somit eine wesentlich höhere Leistung (bis zu 30 kW). In Norddeutschland existieren einige achtkantige Windmühlen in Holzbauweise (selten in Ganzsteinbauweise) mit einem ebenfalls achtkantigen, bis sechsstöckigen Ziegelunterbau (Sockel, inklusiv Galerieboden) enormer Höhe. Beispiele sind die Hager Windmühle in Hage bei Aurich (mit 30,2 m Kappenhöhe Deutschlands höchste Windmühle), die Vareler Windmühle (mit über 29,8 m Kappenhöhe Deutschlands zweithöchste Windmühle) und die Windmühle Amanda in Kappeln (steinerner Achtkant mit fünf Böden inklusive Galerie auf vierstöckigem, quadratischem Steinsockel), die mit 29 m Kappenhöhe höchste Windmühle in Schleswig-Holstein.
Durch die wesentlich größere Bauhöhe der Holländerwindmühlen war es nicht mehr möglich, die Flügel bzw. den Steert zu erreichen. Deshalb wurde eine Art Balkon, eine umlaufende Galerie (ndl. stelling), um die Mühle angebracht, von der sowohl die Flügel als auch der Steert bedient werden konnten. Diese Typen werden als Galerieholländer (ndl. stelling molen) bezeichnet (Beispiele: Britzer Mühle und Mühle Aurora in Jork). Höchste Mühlen dieser Art und auch der Welt sind die Mühlen De Nolet (2006; 43 m Kappenhöhe) und De Noord (1807; 33,5 m Kappenhöhe) in Schiedam, beides konische Steinwindmühlen.
Eine andere Möglichkeit, das Flügelrad höher zu bauen, wurde dadurch erreicht, dass Erde aufgeschüttet wurde, auf der das Gebäude zu stehen kam – ein teilweise begehbarer Wall entstand um die Mühle. Diese Typen werden als Berg- oder Wallholländer bezeichnet (ndl. bergmolen oder beltmolen).
Ebenerdig gebaute Holländermühlen heißen Erdholländermühlen (Erdholländer), die in den Niederlanden grondzeiler (dt. „Grundsegler“) oder bovenkruier (siehe „Flügelnachführung“) heißen, da die Flügel fast bis auf den Boden reichen. Solche Mühlen stehen in Gebieten ohne Windbehinderung (Nordholland, Ostfriesland).
Bei höherer Anschüttung ließ sich eine Durchfahrt durch den Wall und das Mühlenfundament bauen. Diese Sonderform nennt man Durchfahrtholländer, bei denen man mit dem Fuhrwerk oder Traktor auf der einen Seite in den Mühlensockel hinein und an der anderen Seite wieder hinaus fahren konnte. Mitten in der Durchfahrt, quasi im Mühlenkeller, wurden dann die Mehl- oder Getreidesäcke mit dem mühleneigenen Hebezug auf- und abgeladen (Beispiel: Grottenhertener Windmühle). Prinzipiell lassen sich Mühlentypen (antriebs- und gehäusebedingt) kombinieren: ein Galerieholländer auf einem hohen Erdwall als Galerie-Durchfahrtholländer. Eine seltene Sonderform ist der Dachholländer, der auf ein bereits bestehendes Gebäude oder eine Wassermühle aufgesetzt wird.
Holländerwindmühlen leiten ihre Energie, bis auf ganz wenige Ausnahmen, mit einer Königswelle in das Gebäude. Dazu sind die Flügel über die Flügelwelle bis hin zur senkrecht durch das Gebäude laufenden Königswelle eine Einheit und direkt über Getrieberäder verbunden. Dies kann im normal laufenden Betrieb nicht getrennt werden, so dass bei drehenden Flügeln die Energie im Gebäude von der drehenden Königswelle abgenommen und auf die angeschlossenen Maschinen verteilt werden kann. Die Holländerwindmühle verbreitete sich in Nordeuropa sehr stark. Lediglich die hohen Baukosten beeinträchtigten ihre Verbreitung.

### Paltrockwindmühle

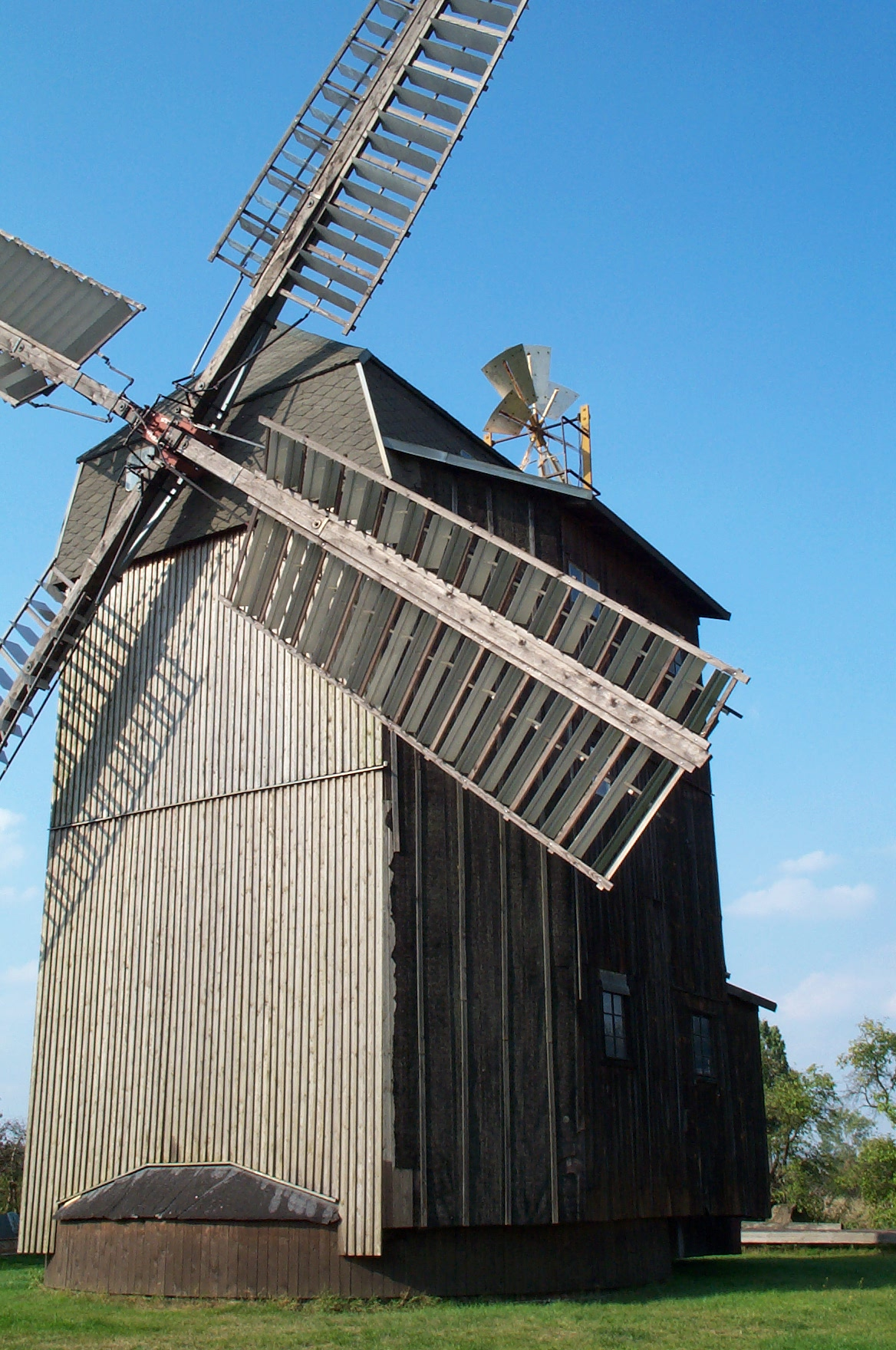
Paltrockwindmühle in Petkus mit Jalousieklappen und Windrose

Eine parallele Entwicklung zur Holländerwindmühle war die Paltrockwindmühle. Sie ist ein komplettes Gebäude, das auf einem Rollenkranz auf Bodenebene in den Wind gedreht wird. Damit wird das ganze Gebäude in den Wind gedreht und nicht wie bei der Holländerwindmühle nur die Flügel mit der Kappe. Häufig wurde sie in Deutschland aus einer Bockwindmühle umgebaut, indem der Bock entfernt und das Gebäude auf den erwähnten Rollenkranz gesetzt wurde. Paltrockwindmühlen waren zumeist kostengünstiger als die Holländerwindmühlen mit annähernd gleicher Leistungsfähigkeit. Der Name leitet sich von der Ähnlichkeit des Mühlengebäudes mit dem mantelartigen Gewand Pfälzer Einwanderer in die Niederlande ab, dem „Pfalzrock“ (niederdt. Palzrock / ndl. Paltrok). Das Wort wurde im Laufe der Jahre zu „Paltrock“ (niederdt.) / „Paltrok“ (ndl.) verschliffen. Die zuweilen zu lesende Ableitung „Paltrock = Faltrock“ ist falsch. Der Faltrock heißt im Niederländischen „plooirok“.

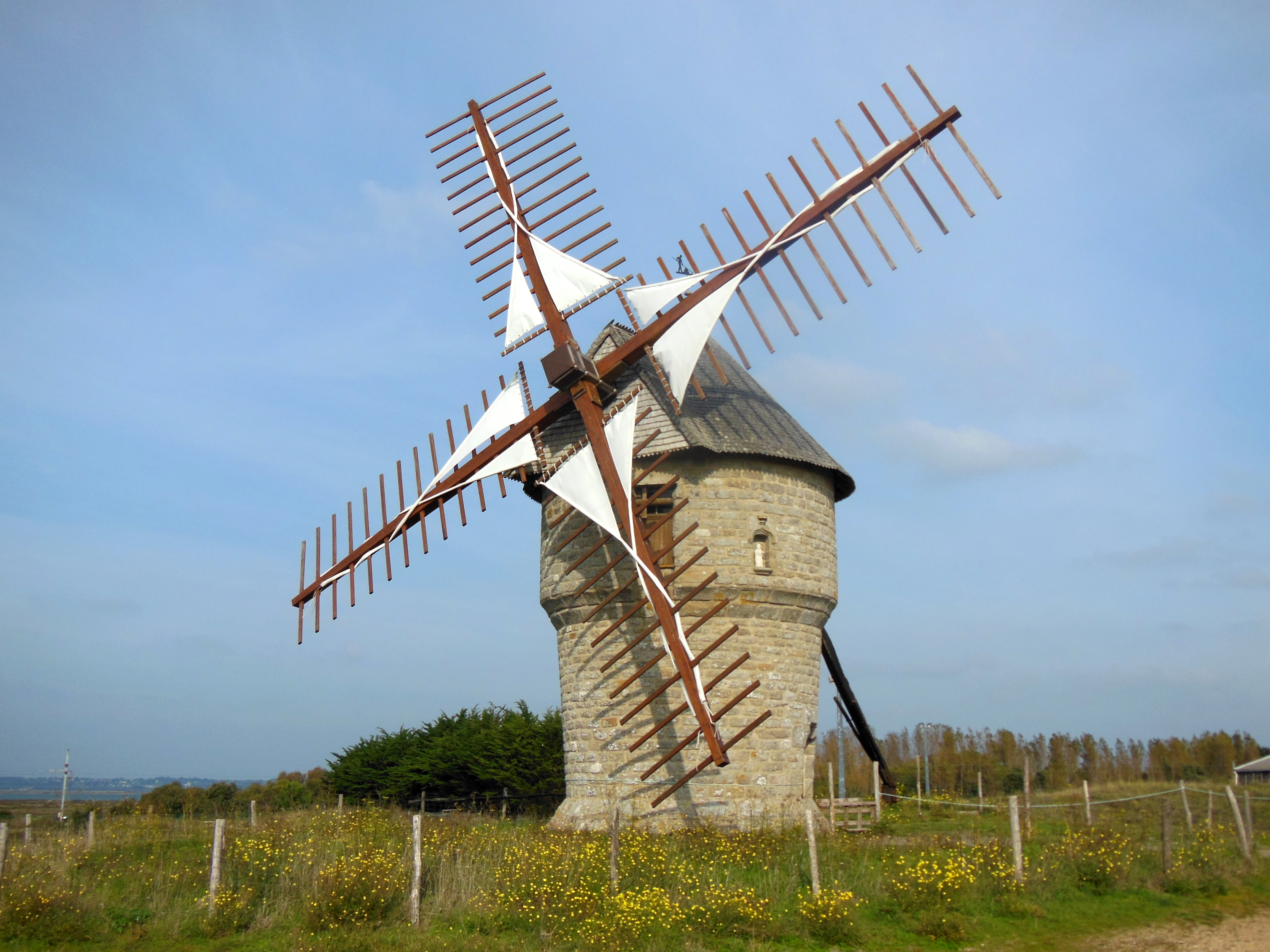
Moulin de la Falaise in Batz-sur-Mer, bretonischer Mühlentype «petit-pied» – kleiner Fuß.

### Sonderformen
Einige Mühlenbaumeister setzten nicht nur auf eine Energieform, sondern kombinierten die Wasserkraft mit der Windkraft. Es entstanden sogenannte Windwassermühlen. Sie standen an einem Bach, dem die Energie durch eine Wassermühle entnommen wurde. Wenn der Standort genug Wind versprach, wurde diese durch eine aufgesetzte Windmühle ergänzt. Die Kraft wurde auf die gleiche Königswelle übertragen, die je nach Gegebenheiten entweder durch die Wind- oder in Grundlast durch die Wasserenergie angetrieben wurde.
Von diesem Windmühlentyp gibt es nur noch ganz wenige Mühlen. Neben der im Hüvener Mühle im Emsland gehört dazu die Klostermühle in Lahde an der westfälischen Mühlenstraße im Kreis Minden-Lübbecke.
Eine weitere, jedoch nicht seltene Sonderform einer Windmühle ist die der Westernmill, die zum Beginn des zwanzigsten Jahrhunderts in den Vereinigten Staaten von Amerika millionenfach verbreitet war und meist im Inselbetrieb auf Farmen wohl seltener zum Kornmahlen als vielmehr zum Wasserpumpen oder auch schon zur Stromerzeugung genutzt wurde. Bei dieser Bauweise ist der Name Windmühle weniger gebräuchlich, wohl wegen des unterschiedlichen Hauptverwendungszweckes und der Bauweise, bei der das Mühlengebäude durch eine einfache Gitterkonstruktion ersetzt wurde. Wegen der typischen Erscheinung mit einer Vielzahl von Flügeln wird diese Form auch amerikanische Windrose oder nur Windrad genannt.
Weltweit beinahe einmalig ist die Scheunenwindmühle in Saalow, die im 19. Jahrhundert bei Dresden gebaut wurde. Sie ist so konstruiert, dass der Wind, der die Flügel antreibt, direkt durch das Gebäude hindurchströmt.

## Flügelarten

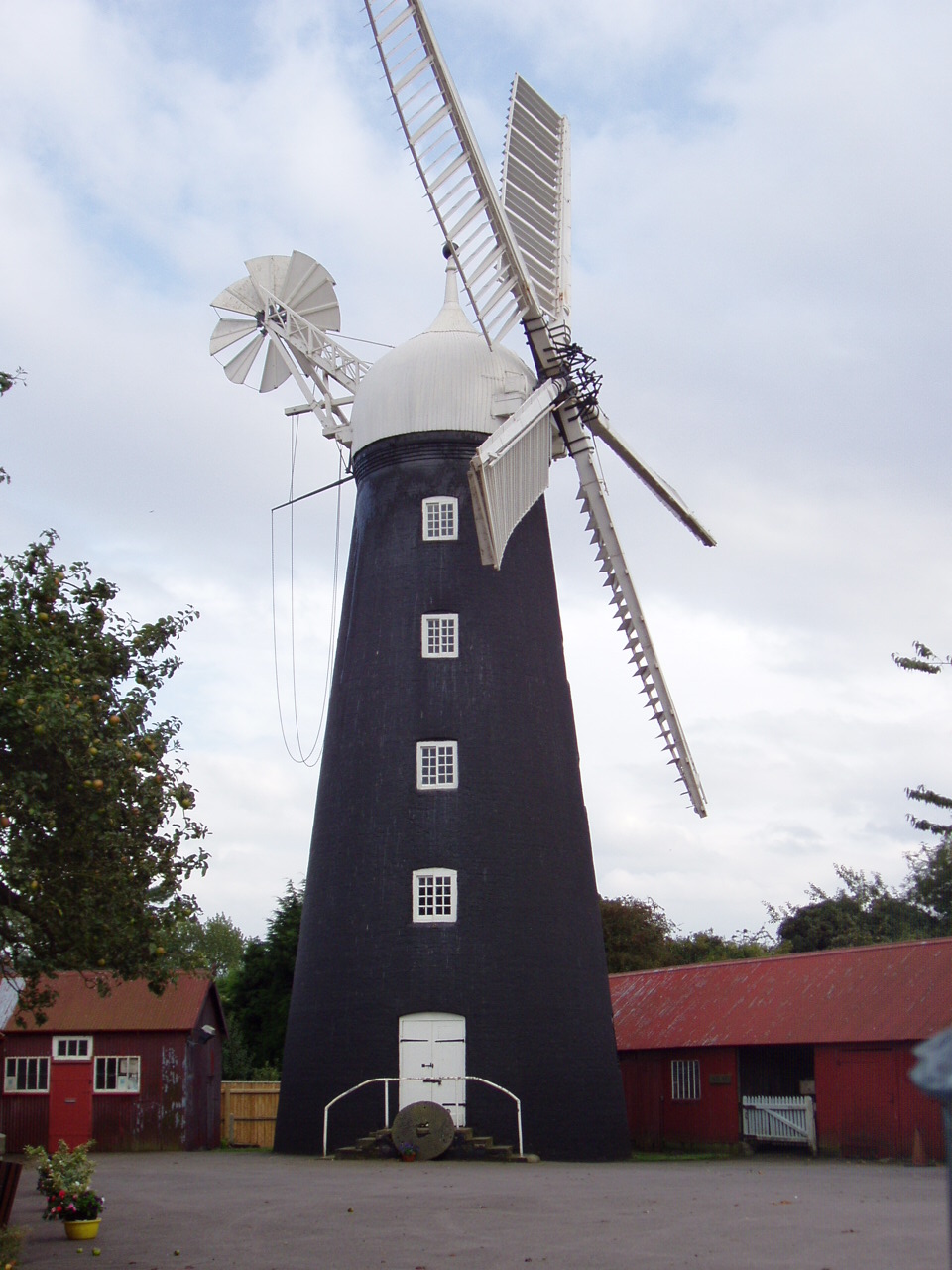
Fünfflügelige, linksdrehende Windmühle Dobson, Burgh le Marsh, England

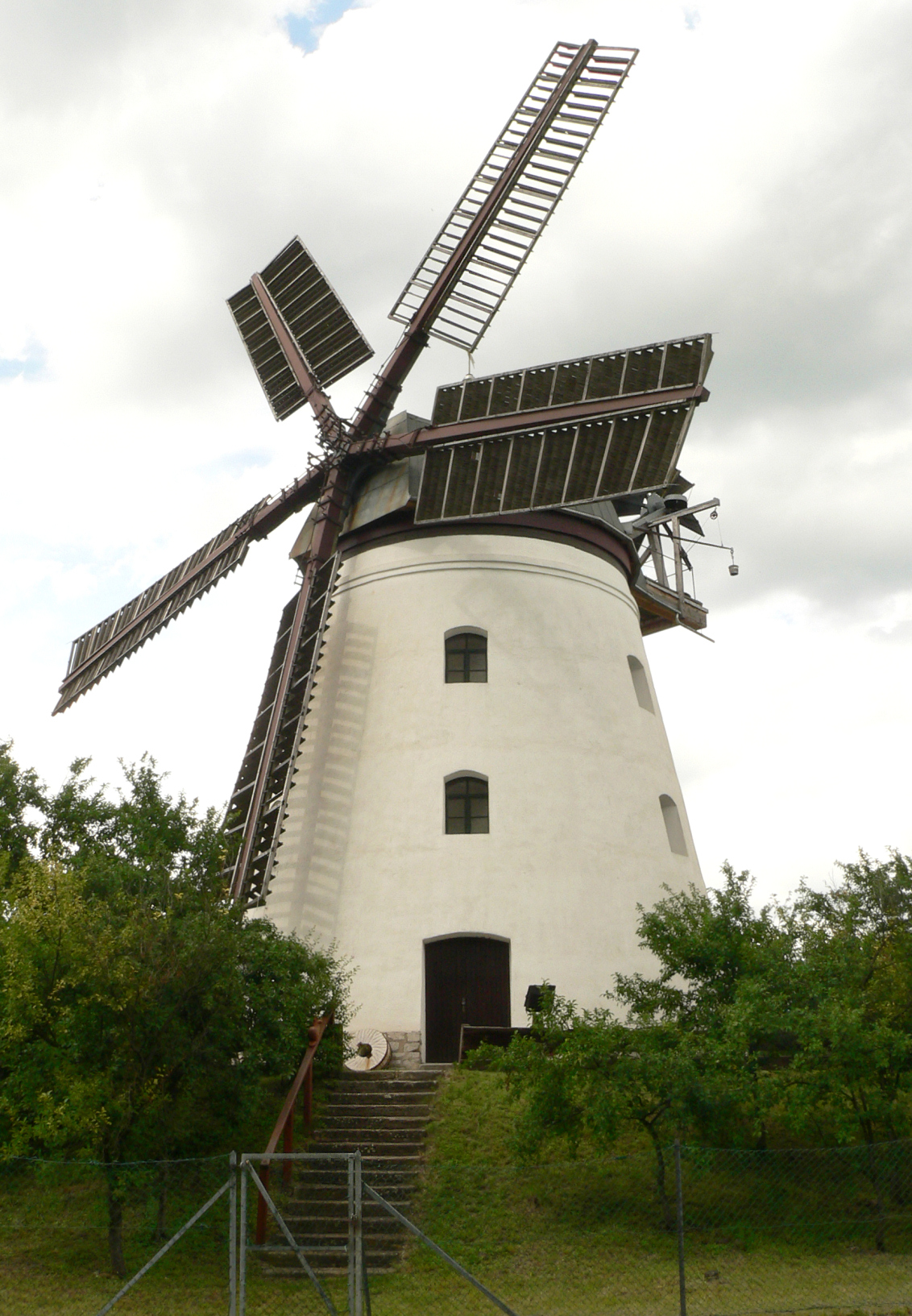
Windmühle Wendhausen mit fünf Flügeln

Windmühlen sind Windkraftmaschinen, das heißt, sie gewinnen ihre Energie aus dem Wind durch die Mühlenflügel. Die Flügel sind schräg stehende Flächen, die dem senkrecht zu ihrer Drehkreisebene stehenden Winddruck so ausgesetzt werden, dass sie zur Seite hin ausweichen und so den Winddruck in eine Kreisbewegung auf ihrer Drehachse umsetzen. Dies wird durch den Auftrieb am Flügel bei zunehmender Drehgeschwindigkeit überlagert. Dabei dreht sich die innere Kreisbahn in Achsnähe über die Flügellänge gesehen langsamer als die äußere an den Flügelspitzen. Entsprechend muss die schräge Fläche eines Flügels unterschiedlich steil zum Wind angestellt sein.
Windmühlen funktionieren nach dem Prinzip der Auftriebsläufer. Daher bestimmt der Anstellwinkel des Flügels zur anströmenden Luft die Effizienz des Antriebs. Da sich der Flügel außen schneller als nahe der Achse bewegt, muss das Profil dort flacher eingestellt sein als weiter innen.
Ein Flügel besteht aus einer Rute aus Holz oder Metall und der Flügelfläche, die durch die Rute in zwei unterschiedlich breite Teile geteilt wird. Der schmalere, in Bewegungsrichtung liegende Teil heißt Vorderzeug oder Vorderhecken. Er ist nur halb so breit wie das Hinterzeug oder Hinterhecken. Quer zur Rute sind alle 30 bis 50 cm so genannte Scheiten durchgesteckt, die durch die Saumlatten abgeschlossen werden.
Die zur Flügelwelle rechtwinklige Ebene, in der sich die Flügel drehen, also ihre Drehkreisebene, nennt man Windebene. Alles davor liegende nennt man vor dem Winde, alles dahinter liegende unter dem Winde. Bei den am meisten verbreiteten vierflügligen Windmühlen sind je zwei Ruten als Rutenpaar hintereinander im rechten Winkel zueinander in den Flügelwellkopf eingesteckt. Das äußere Ruten- oder Flügelpaar sind die Feldruten, das innere, dem Mühlengebäude zugewandte Paar, die Hausruten. Windmühlen drehen sich fast immer im Uhrzeigersinn, vom Müller in der Mühle (unter dem Winde) aus betrachtet, die wenigen, gegen den Uhrzeigersinn sich drehenden, heißen deshalb oft „falsche Mühlen“. Ein Beispiel für einen „Linksdreher“ ist die fünfflügelige, fünfstöckige Turmwindmühle Dobson (Dobson’s Mill) in Burgh le Marsh, Lincolnshire, England.
Fünfflügelige Windmühlen, im 19. Jahrhundert im Osten Deutschlands nicht selten, sind kaum erhalten. Es existieren noch die Windmühle Wendhausen im Ortsteil Wendhausen der Gemeinde Lehre (Deutschlands einzige verbliebene wind- und mahlgängige fünfflügelige Windmühle) und die Mühlen in Naumburg (desolater Zustand ohne Flügel und Galerie), Flechtingen (ausgebrannter Mühlenstumpf) und die Hetzemühle in Hetzwalde. Zu nennen sind die Liebemühle Obercunnersdorf und die Windmühle Malliß, 1875–1948.
Diese Mühlen benötigen wegen der ungeraden Flügelzahl einen speziellen fünfstrahligen Wellkopf aus Metall mit fünf rechteckigen Hülsen, in die die einzelnen Ruten eingesteckt und befestigt werden, oder andere, adäquate Befestigungsvorrichtungen. Sechsflüglige Windmühlen sind in Deutschland rar (Kütermühle in Kiel, 1927 nach Brand abgerissen). Eine seltene zehnflüglige Holländerwindmühle war die Schönbacher Mühle von 1899 bis 1932. In England waren vielflüglige Windmühlen – fünf-, sechs- bzw. achtflüglig – keine Seltenheit. Es gab im 19. Jahrhundert etliche
- fünfflügelige Mühlen (Alford, Dobson, Maud Foster),
- sechsflügelige Mühlen (Sibsey, Heage, Waltham)
- achtflügelige Mühlen (Skirbeck/Boston, Holbeach/South Holland, Market Rasen/West Lindsey, Leachsche Mühle/Wisbech, Heckington/North Kesteven als heute einzige noch existierende) haben bzw. hatten einen sechsstrahligen oder achtstrahligen Wellkopf.

In England entwickelte der Ingenieur John Smeaton das wegen seiner Verbreitung in der Grafschaft Lincolnshire benannte gusseiserne Lincolnshire Kreuz (engl. Lincolnshire Cross). Hier liegen wie bei der fünfflügligen Mühle alle Flügel in einer Ebene. Diese Anordnung wurde in England auch bei vierflügligen Mühlen angewandt, war aber ansonsten selten. Achtflügelige Mühlen lassen sich auch mit vier Flügeln, sechsflügelige auch mit drei oder zwei Flügeln betreiben.
Die historische amerikanische Windmühle, die in Mitteleuropa eher als Windrad oder Windrose bekannt ist, hatte eine Vielzahl von sechs, meist jedoch mehr Flügeln. Es gibt Modelle mit 12 und 24 oder mehr Flügeln. Die Amerikaner nutzen durchaus den Namen „Windmill“, also Windmühle, für ihre Konstruktion. Die vielen Flügel ergeben bei schwachem Wind eine gute Drehkraft und werden bei Starkwind von einer teils abklappbaren und teils steifen Doppelwindfahne mitsamt dem Rotor automatisch aus dem Wind gedreht.

### Segelgatterflügel

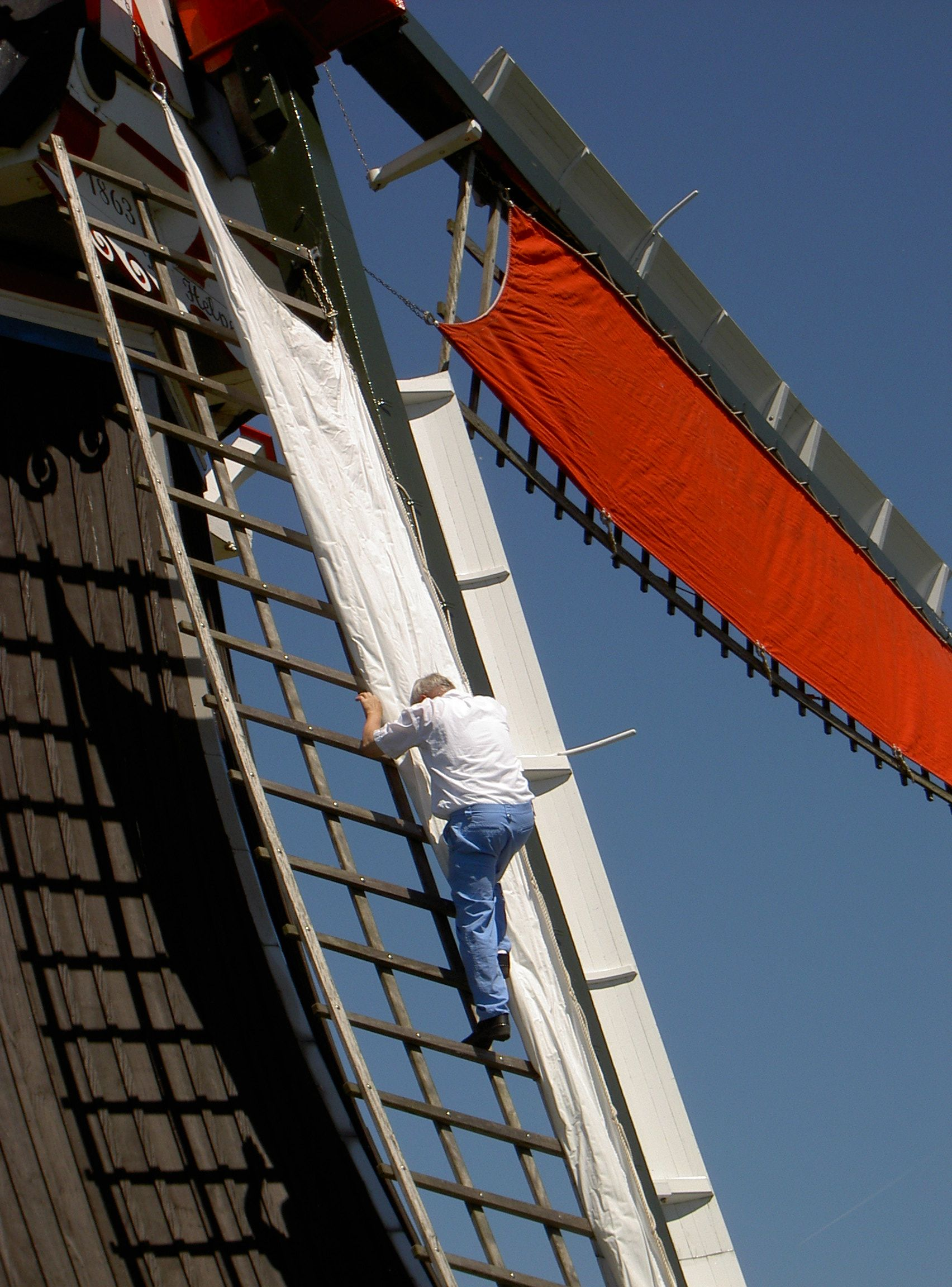
Windmüller beim Besegeln von Segelgatterflügeln

Der Segelgatterflügel besteht aus einem Gitterkreuz aus Latten, das mit einem Segeltuch bespannt werden muss, um die Fläche aufzuspannen. Diese Flügel müssen zu Beginn der Arbeit einzeln besegelt werden, das heißt, jeder einzelne Flügel muss bestiegen und die Segel müssen mit Leinen auf dem Flügel gespannt werden. Die Segel sind aus Segeltuch, ähnlich einem Schiffsegel, gefertigt, mit einem Schutzanstrich versehen und einem Liektau eingefasst. An der Segelvorderkante wird das Segel mit dem Liektau in Knaggen an der Rute eingehakt und an der Hinterkante mit Leinen festgemacht, welche über die die Saumlatte überragenden Scheidenenden geworfen werden.
Abhängig von der Windstärke muss die Segelfläche während der Arbeitszeit verkleinert oder vergrößert werden. Die Segel werden gerefft oder ausgelassen, das heißt, Teile der Besegelung werden zurückgenommen oder ausgeweitet – eine Arbeit, die im Sommer angenehm, im Winter bei Schnee und vereisten Leinen aber gefährlich war. Der Brand vieler Mühlen infolge Überdrehens durch orkanartige Winde und Heißlaufen der Bremse lag oft an der zu spät verkleinerten Windfläche (Segel, Türen) oder an einer unzureichenden Bremse zur Feststellung des Flügelkreuzes.

### Türenflügel
Ein weiterhin weit verbreiteter Flügeltyp ist der des Türenflügel. Seine Flügelfläche besteht aus großen Holzbrettern (auch Türen genannt), die in die Gitter der Flügel eingehängt werden.
Bei den Flügeltypen Segelgatterflügel und Türenflügel muss die Mühle angehalten werden, um die Fläche der Flügel zu verkleinern, wenn der Wind zunimmt.

### Jalousieklappenflügel

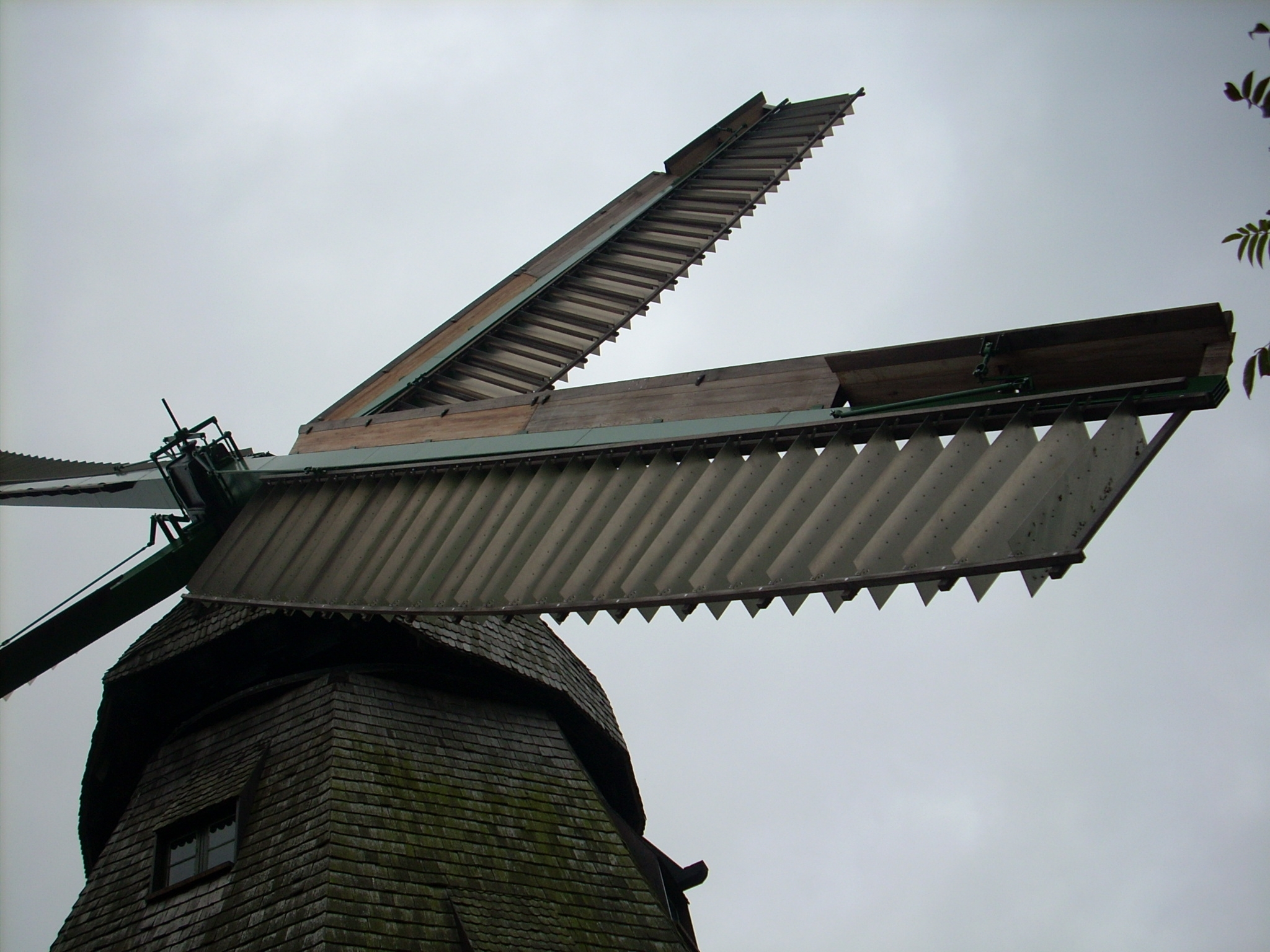
Jalousieflügel an der Malchower Mühle, hier ist das Vorheck mit Bremsklappen ausgerüstet

Zunächst bei den Holländerwindmühlen, später auch bei anderen Mühlentypen, verbreiteten sich die Jalousieklappenflügel oder, wie sie auch genannt werden, die Jalousieflügel. Hier wird die Flügelfläche durch Jalousienklappen gebildet. Sie können senkrecht zum Wind gestellt werden und bilden damit eine Flügelfläche. Nach Beendigung der Arbeit werden sie wieder waagerecht gestellt, so dass der Wind ungebremst hindurchwehen kann. Dieser Typ kann während der Drehbewegung der Flügel, also während des Betriebes, über einen zentralen Verstellmechanismus angesteuert werden, so dass zur Verstellung der Jalousien die Mühle nicht abgebremst werden muss.
Damit war es möglich, schneller und auch automatisch durch Fliehkraftregelung auf die unterschiedlichen Windstärken zu reagieren und die Maschine „Windmühle“ nicht so stark den schwankenden Drehzahlen durch böige Winde auszusetzen und damit einen gleichmäßigeren Lauf zu erreichen. Der aus dem Flügelwellenkopf herausragende Verstellmechanismus der Jalousien wird Spinnenkopf genannt.
Diese Entwicklung setzte sich vor allem in den mittleren Bereichen von Deutschland durch, in den Niederlanden gibt es weitgehend Segelgatterflügel. Paltrockwindmühlen sind im mittleren Deutschland bauartbedingt mit Windrose und Jalousienflügeln ausgestattet.
Zu Beginn des 20. Jahrhunderts gab es an den Flügeln mehrere Verbesserungen aerodynamischer Art, da Überlegungen aus der Aerodynamik der Flugzeugflügel auf Windmühlenflügel übertragen wurden. Diese haben sich aber nur sehr vereinzelt durchgesetzt und fanden erst bei der Entwicklung der neuen Windkraftanlagen größere Anwendung.

### Bilausche Ventikanten

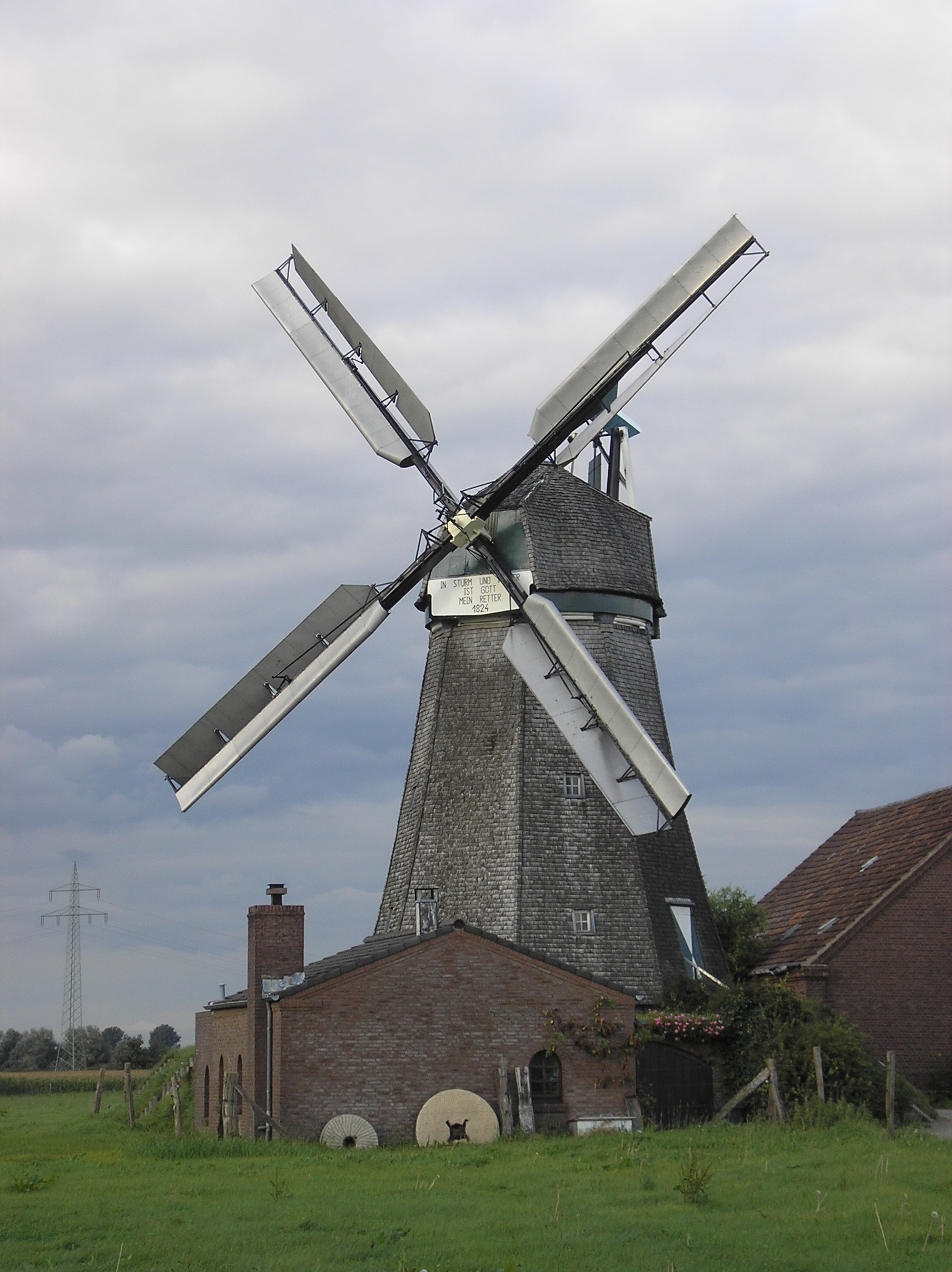
Die mit Bilauschen Ventikanten ausgestattete Windmühle in Kleve-Donsbrüggen

Diese Art modernster Windmühlenflügel gehen auf den deutschen Ingenieur Kurt Bilau zurück. Er entwickelte zwischen 1920 und 1924 mit Albert Betz diesen als eine der letzten großen Erneuerungen in der Windmühlentechnik zu nennenden Windmühlenflügeltyp aus seinen Erfahrungen im Flugzeugbau und nannte ihn Bilauschen Ventikanten (lateinisch venti = des Windes, die Winde – zu deutsch = „Windkanten“). Dieser Flügel ist nach wissenschaftlichen Methoden unter Zuhilfenahme aerodynamischer Optimierung konstruiert und hat das Ziel, die Windausbeute durch Verringerung der strömungsbedingten Energieverluste zu steigern und damit die wirtschaftliche Nutzung der Windmühle zu erhöhen.
Im Zuge des Mühlensterbens nannte man Bilau ehrenvoll den „Retter der Windmühlen“. Der Visionär Kurt Bilau sah auch voraus, dass die Windmühlen von übermorgen nur noch drei aerodynamisch konstruierte Flügel haben würden – wie es bei modernen Windkraftanlagen der Fall ist. Die erste Mühle, die mit den Ventikanten ausgestattet wurde, war die Ristedter Mühle in Syke. Ihre Leistung konnte auf das Dreifache gesteigert werden.
Die Leichtmetallflügel, entworfen nach dem Vorbild von Flugzeugtragflächen, bestehen aus zwei annähernd V-förmig zueinander angeordneten Flügelflächen (Vorderheck, Hinterheck), zwischen denen ein Längsspalt besteht. Dieser Spalt zwischen den beiden Flügelflächen konnte je nach Windstärke während des Betriebes durch einen Stellmechanismus geschlossen oder geöffnet werden, das heißt, das Hinterheck konnte um die Längsachse geschwenkt werden. Bei geschlossenem Spalt wirkte das Heck als Segelfläche, aufgeklappt als Bremse. Die Mühle verfügte damit neben der Achsbremse über einen eigenen Windbremsmechanismus. Das Flügelkreuz konnte auf diese Weise bei voller Windstärke nach zwei bis drei Umdrehungen angehalten werden. Mit einer Windrose als Flügelnachführsystem und einem Fliehkraftregler konnte der Antrieb einer solchen Mühle automatisch gesteuert werden. Schon bei schwachem Wind drehten sich diese Flügel und bewegten die Mühlsteine.
Nachteilig an den Ventikanten war ihr konstruktionsbedingtes Gewicht (Flügelkreuz ~ 12 t bei 24 m Flügeldurchmesser) und ihr hoher Preis. Etliche Mühlenbauer wendeten das Bilausche System noch bis zur Mitte des 20. Jahrhunderts an, so dass es in Deutschland einst mehr als 140 Mühlen mit diesem speziellen Antriebssystem gab, von denen nur noch zehn existieren (zum Beispiel Donsbrügger Mühle (Kleve-Donsbrüggen), Reeser Scholtenmühle, Breberer Mühle, Stommelner Mühle im Rheinland; Neubukower Mühle in Mecklenburg-Vorpommern und Turmholländerwindmühle Pahrenz in Hirschstein, OT Pahrenz, Sachsen).

### Segelstangenflügel
Dieses im Mittelmeerraum stark verbreitete einfache Flügelsystem besteht aus segelbespannten Stangenruten. Dazu werden vier, fünf, oder sechs Stangen in der Länge des vollen Flügelkreuzdurchmessers hintereinander durch das herausragende Ende der hölzernen Flügelachse gesteckt und mit Drahtseilen untereinander und nochmals zentral zum Achsenende miteinander verspannt. So ergibt sich ein Flügelrad aus acht, zehn oder zwölf Flügeln, die mit Dreieckssegeln bespannt werden. Windmühlen dieser Art nennt man Segelwindmühlen. Sogar zwei Windmühlen mit vierzehn (Griechenland) und eine mit sechzehn (Griechenland) derartigen Flügeln hat es gegeben.

## Drehsinn
Windmühlen können sich nur in eine Richtung drehen, die von der Bauart festgelegt ist. Es gibt – im Unterschied zu modernen Windkraftanlagen, die fast alle rechtsdrehend sind – rechtsdrehende und linksdrehende Windmühlen. In Dänemark und den Niederlanden wurden überwiegend linksdrehende und in Norddeutschland rechtsdrehende Windmühlen erbaut.

## Flügelnachführung

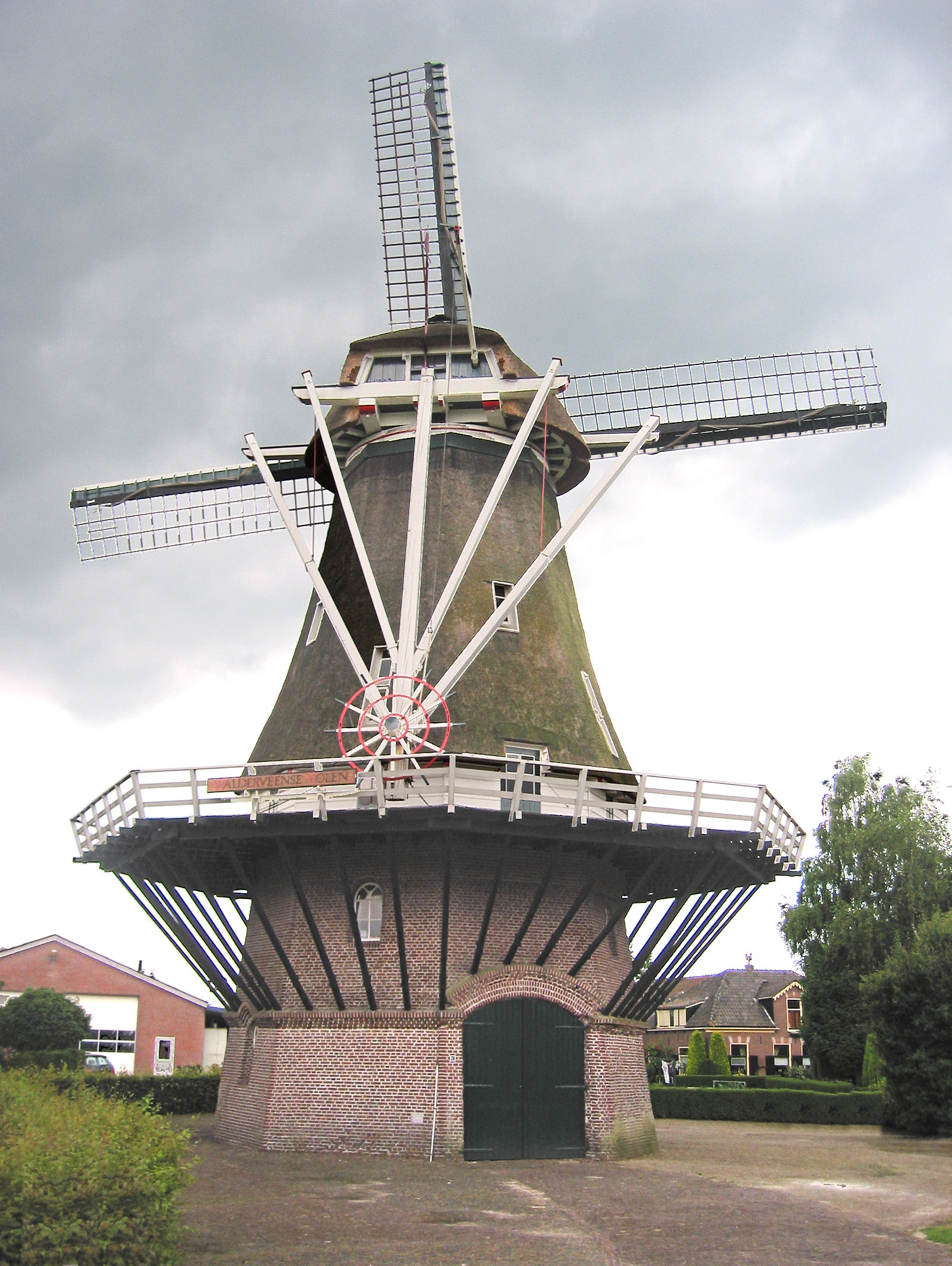
Galerieholländermühle Molen te Walderveen, Ede, mit Steert und Haspel

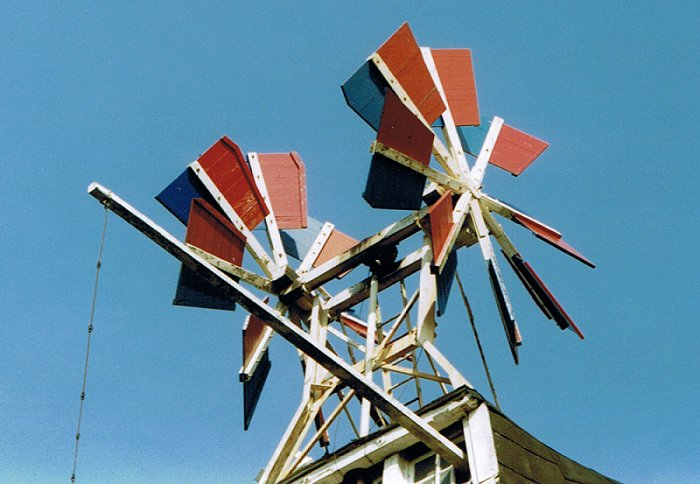
Selten: Doppelwindrose, hier bei der „Moorseer Mühle“ in der Wesermarsch.

Windmühlen müssen immer in den Wind gedreht werden, damit dieser von vorne zur optimalen Energieausnutzung auf die Kreisebene des Rades blasen kann. Damit dies auch bei wechselnden Windrichtungen geschieht, muss also diese Ebene des Flügelkreuzes zur Windrichtung hin nachgedreht werden. Dazu ist auf der Rückseite des Mühlenkastens bei Bock- und Kokerwindmühle oder der Haube bei Holländer- und Turmwindmühle der Steert genannte Balken zum Vordrehen angebracht. Er besteht insgesamt aus meist fünf, selten drei Balken: der mittlere Balken, der eigentliche Steert, und die beiden (oder das eine) V-förmige(n) Balkenpaar(e) – die Schwerter oder Schoren, die an zwei (einem) durch Kappe/Mühlenkasten laufende(n) Querbalken (Spreetbalken) angeschlagen sind. Da bei einer Bockwindmühle das gesamte Gebäude mit allen Maschinen und den Flügeln in den Wind gedreht wurde, kam einiges an Gewicht zusammen. Zur Unterstützung wurden deshalb rings um die Bockwindmühle Pfähle in den Boden gerammt. Diese wurden mit einem Flaschenzug (oder Ketten und Stellrad (Krüh- oder Kroyhaspel)) mit dem Steert verbunden und so die Mühle in die neue Windrichtung gedreht.
Bei den Holländerwindmühlen musste nur die Haube in den Wind gedreht werden (ndl. bovenkruier, Obendreher). Entweder wurde der Steert ohne Hilfsmittel in den Wind gedreht oder am Ende des Steerts eine Winde (Stellrad) oder Haspel, die so genannte Krühhaspel (niederdt. Kroyhaspel von ndl. kruihaspel), auch Krühwerk genannt, angebracht. Dies ist eine Kurbel, auf der ein oder zwei Ketten aufgedreht wurden. Die losen Enden der Ketten wurden an der Galerie bzw. auf dem Boden verankert. Diese Kette wurde auch an den Krühpfählen, die rund um den Mühlenberg im Erdreich eingelassen waren, befestigt, so dass die Flügel mit der Kroyhaspel in den Wind gekrüht (ndl. gekruit) wurden. Deshalb heißen in den Niederlanden Windmühlen mit solch einem Außenkrühwerk buitenkruiers (Außenkrüher, Außendreher).
Des Weiteren gibt es wenig verbreitete Binnendreher (ndl. binnenkruiers) mit in der Haube eingebautem Krühmechanismus. Die Haube kann dabei von innen mit einer Kurbel gedreht werden (zum Beispiel die wegen der gewaltigen Haube gedrungen wirkenden Schermerhornmühlen in Noord-Holland und viele Turmwindmühlen). In England bevorzugte man in bestimmten Gegenden ein Innenkrühsystem mit einem überdachten, von unten über eine Endloskette zugänglichen Kettenrad (Gaffelrad) am Ende der meist bootsförmigen, mit Dreiecksgiebeln versehenen Kappe (zum Beispiel in Norfolk).
In Nordeuropa und Ostdeutschland sind etliche Holländerwindmühlen mit einer Windrose nachgerüstet worden. Die Windrose, ein Windrad von bis zu mehr als 3 m Durchmesser und 6 bis 12 Flügeln, wurde 1743 nahe Wigan, England, von Edmund Lee, einem Schmied, erfunden (1745 Patent), und dort unter anderem zuerst zur automatischen Haubennachführung eingesetzt. Es wurde über dem hinteren Teil der Mühlenhaube im rechten Winkel zum Flügelrad im Wind montiert, so dass die Mühle über ein Getriebe selbständig in den Wind gedreht wurde. Diese Windrose wurde überwiegend bei den Typen Holländer- und Paltrockwindmühle eingesetzt, in England, wo sie recht gewaltige Ausmaße (über 3 m Durchmesser) annahmen, auch bei Bockwindmühlen und sehr selten bei Kokerwindmühlen. Überwiegend sind diese Windrosen einrädrig, doch setzten einzelne Mühlenbauer auch Doppelwindrosen (zwei Windrosen nebeneinander auf einem Gestell) ein – diese haben sich jedoch kaum durchgesetzt. Es gibt auch Windmühlen, die sowohl eine Windrosen- wie eine Gaffelradnachführung haben (Windmühle Janwlecke von 1780 aus Westrup (heute Stemwede-Westrup, Kreis Minden-Lübbecke) im Freilichtmuseum Hagen).

## Flügelsprache
Die Flügel der Windmühlen dienen, je nach Stellung im gebremsten Zustand, der Übermittlung von Signalen. Es sind vier bis neun Flügelstellungen, die zum Teil nur durch Unterschiede in der Besegelung oder der Stellung der Jalousieklappen erkennbar sind, möglich. So ist zum Beispiel die Betriebspause schon von weitem zu erkennen und der Kunde bemüht sich nicht zur Mühle. Auch wichtige Familienereignisse der Müllerfamilie (Geburt und Tod) signalisiert der Müller mit der Freuden- oder Trauerschere. Die Signale unterscheiden sich regional, so dass nicht von einer einheitlichen Signalsprache gesprochen werden kann.

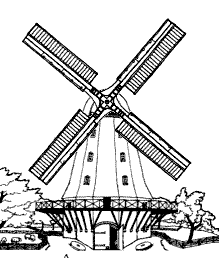
Feierabend
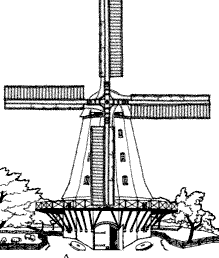
Pause
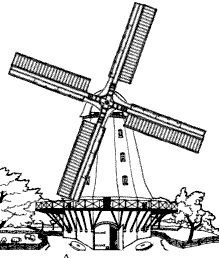
Freudenschere
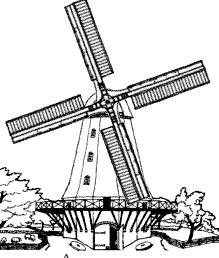
Trauerschere

## Sicherheit
Im Unterschied zu modernen Windkraftanlagen, deren Flügel sich weit oberhalb des Bereichs, den Personen ohne Hilfsmittel erreichen können, drehen, erreichen die Flügel klassischer Windmühlen an ihrem tiefsten Punkt eine so geringe Höhe über Grund, dass sie Personen gefährden. Aus diesem Grund muss dieser Bereich abgesperrt werden.

## Kulturgeschichte

### Erhaltung

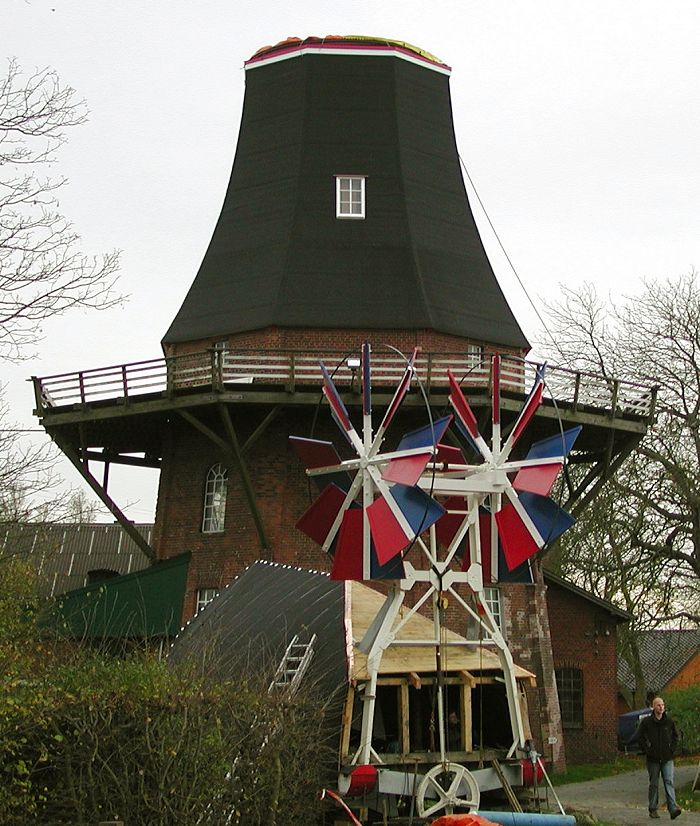
Die Haube der Moorseer Mühle wird erneuert

Viele Menschen sehen Windmühlen als wertvolle Zeugnisse der technischen Entwicklung. Das dürfte bereits in früheren Zeiten so empfunden worden sein, zumal beim Bau der Mühlen offensichtlich auf das ästhetische Erscheinungsbild geachtet wurde. Die Erhaltung bis hin zur funktionstüchtigen Instandsetzung der Mühlen wurde im Laufe der letzten Jahrzehnte intensiv vorangetrieben.
Einzelne Freunde der Windmühlen machen sich dabei die Windkraft und die Arbeitsleistung der Windmühlen selbst zunutze. Auch als Kleinmuseen und in Freilichtmuseen hergerichtete Mühlen tragen dazu bei. Nahezu jedes mindestens mittelgroße Freilichtmuseum in Norddeutschland, den Niederlanden, Flandern, und Dänemark besitzt eine oder mehrere Windmühlen. Einen besonderen Schwerpunkt bilden die Windmühlen in den Museen Zaanse Schans nördlich von Amsterdam und dem Internationalen Mühlenmuseum in Gifhorn.
Berühmt in Spanien sind insbesondere die Mühlen von Campo de Criptana und die Windmühlen von Consuegra. Dennoch besteht unverändert an verschiedenen Standorten Erhaltungsbedarf für diese alten Zeitzeugen. Vom Wurmstich betroffene Werke und ruinöse Reste vieler Windmühlen warten mancherorts auf den Kenner und Liebhaber, der sie wieder in alter Schönheit erscheinen lässt. Da die Instandhaltung von Windmühlen mit einem erheblichen finanziellen Aufwand verbunden ist, sind selbst manche Mühlen in Museen nicht in optimalem Erhaltungszustand. Ein anderes Problem sind neue Nutzungen. Wird eine Windmühle als Wohnung genutzt oder als Heimatmuseum wie zum Beispiel in Esens, so wird die Mühle entkernt, und die Mechanik geht verloren.

### Namensgebung

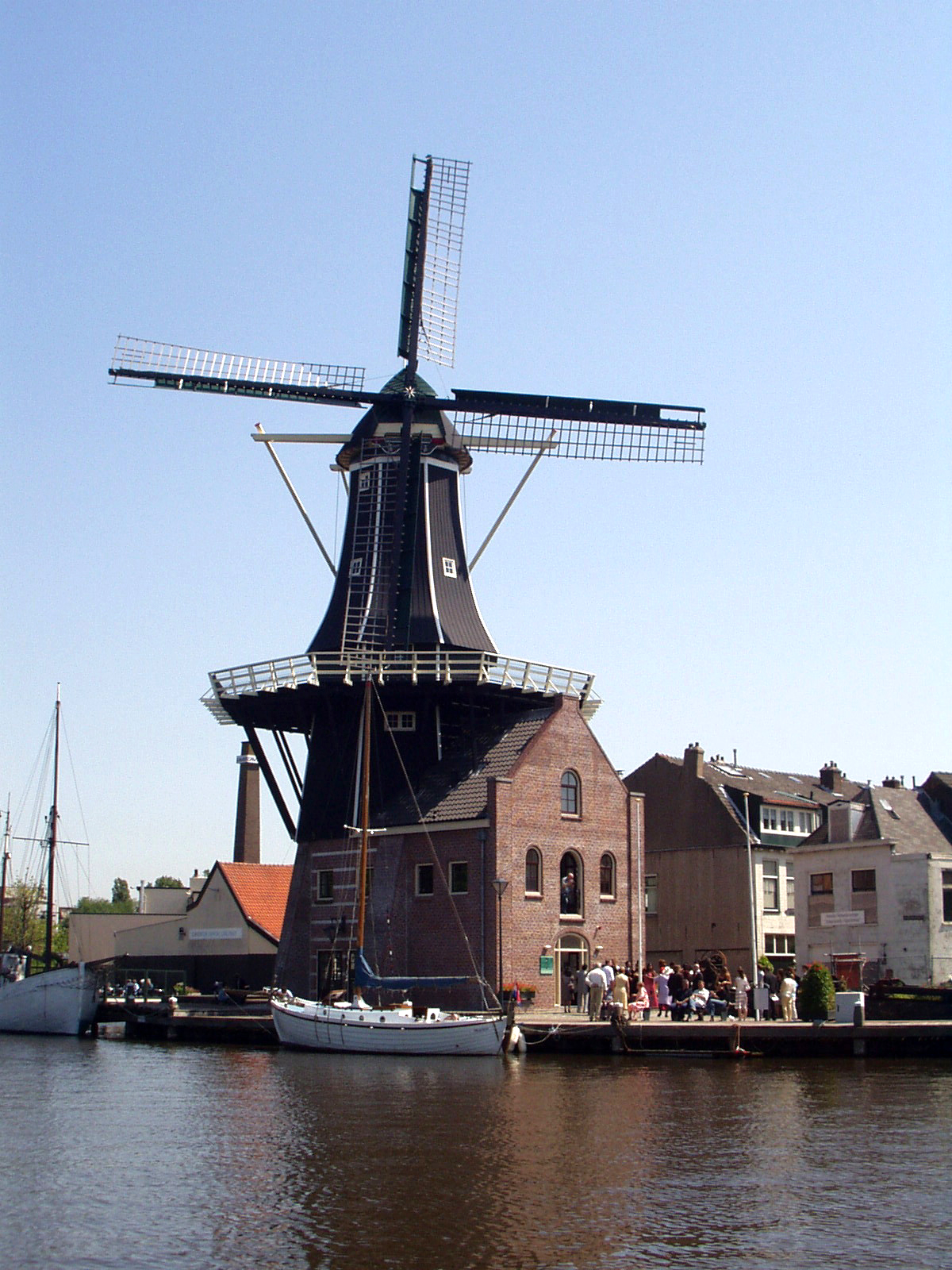
Windmühle De Adriaan, Haarlem

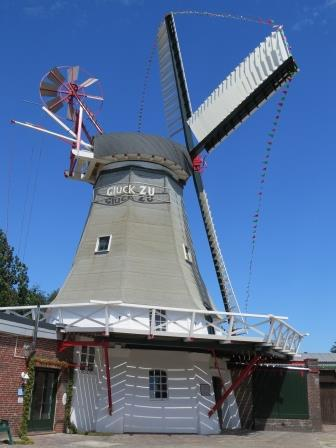
Peldemühle Wittmund von 1741

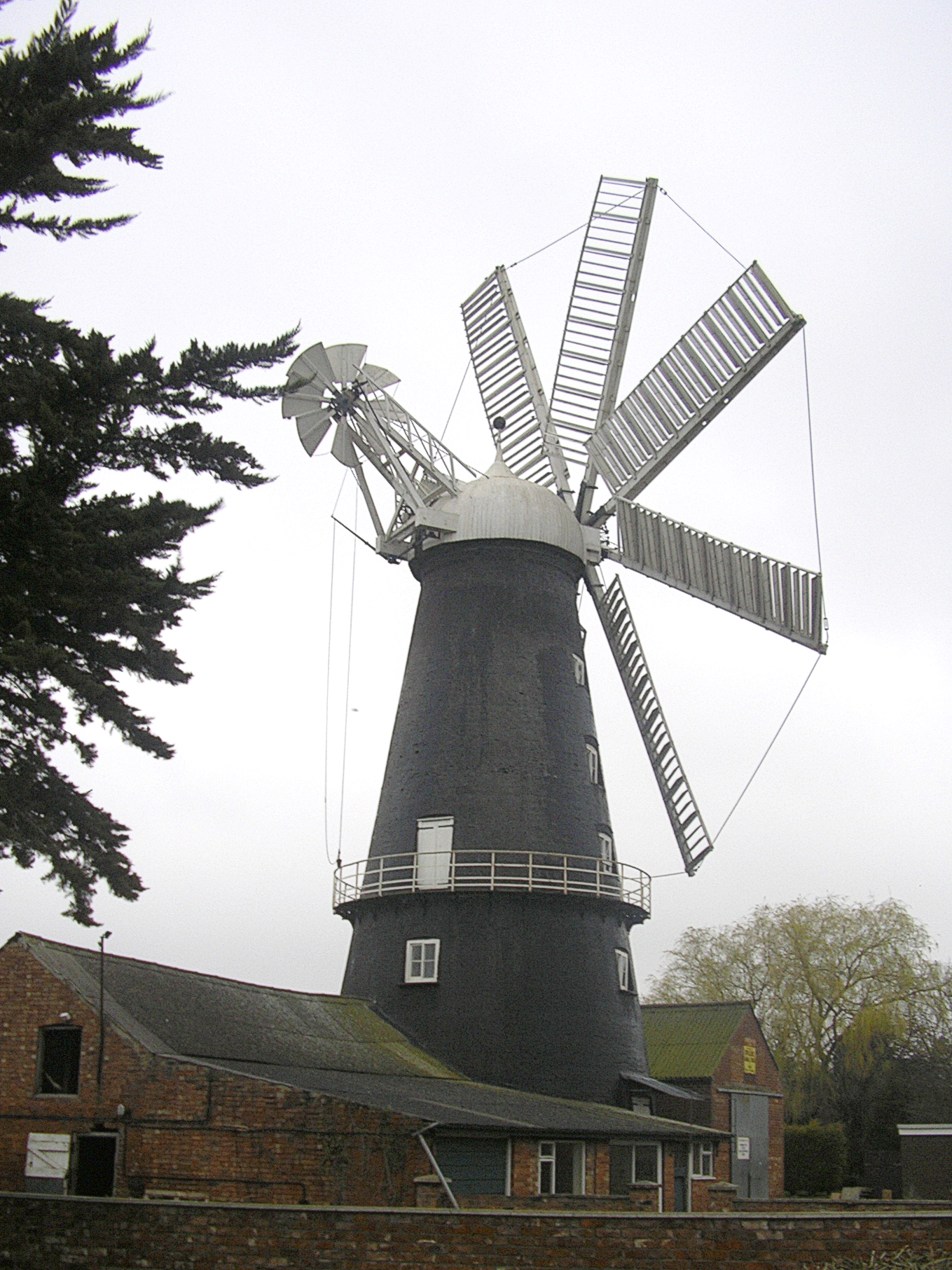
8-flüglige Turmgaleriewindmühle Heckington, Lincolnshire, von 1830

Windmühlen tragen wie alle herausragenden Gebäude einen Namen. In Deutschland folgt die Namensgebung überwiegend dem Mühlenstandort, dem Erbauer oder dem früheren oder derzeitigen Eigner (meist Müller) oder deren Bezugsperson sowie herausragenden Merkmalen.
Nach ihrem Standort benannte Mühlen führen den Standort als Ortsnamensadjektiv vor dem Begriff Windmühle oder als Ortsnamen dahinter: Breberer Windmühle oder Windmühle Breberen. Eine andere Variante ist die Angabe der Himmelsrichtung wie Westmöhl (Westmühle) oder Südermühle.
Windmühlen, die nach dem Erbauer oder Müller benannt sind, führen den Nachnamen als Namensadjektiv vor dem Begriff Windmühle, zum Beispiel Stechansche Mühle, selten Mühle Stechan (die heutige Britzer Mühle wurde nach dem zweiten Besitzer benannt). Nach Personen benannte Mühlen erhalten nach Stilllegung später oft einen ortsbezogenen Namen, da die ehemalige Müllers- oder Eignerfamilie nicht mehr in Bezug zur Mühle steht. In einigen Fällen wurden Mühlen nach Verwandten des Müllers oder Erbauers benannt, zum Beispiel nach der Ehefrau, wie die rund 30 m hohe Windmühle Amanda in Kappeln, eine der höchsten Windmühlen in Deutschland und Europa.
Unter Eigenschaften wären Namen wie Bannmühle, Peldemühle (heute heißt so die Museumsmühle in Wittmund) oder Rote Mühle zu nennen. Besonders in Ostfriesland und Schleswig-Holstein finden sich auch Windmühlennamen, die auf ein gutes Gelingen der Arbeit hinweisen wie bei Bergwerken, zum Beispiel Glück zu (Müllergruß), Fortuna oder Hoffnung. Im Emder Raum finden sich auch niederländische Namen wie De Goede Verwachting oder De Vrouwe Johanna.
In den Niederlanden verläuft die Namensgebung überwiegend anders. Dort erhalten Mühlen einen Namen, der seltener eine bestimmte Person, sondern meist alltägliche Begriffe wie Tier- und Pflanzennamen, Eigenschaften oder Gegenstände bezeichnen wie zum Beispiel De Hoop (Hoffnung), De Vrijheid (Freiheit), De Eendragt (Eintracht), De Noord, De Palmboom (Palmbaum), De Walvisch (Wal), De Steene Molen (Steinerne Mühle), De Brandersketel (Brennerkessel), De Witte (Die Weiße). Infolgedessen tragen in den Niederlanden mehrere Mühlen identische Namen.
Zuweilen werden auch dort Windmühlen nach dem Standort benannt wie die größte Kokerwindmühle, die Wingerdse Molen bei Dordrecht, oder die Wimmenumer Molen in Wimmenum bei Egmond. Nach ihrem Gründer, Eigner oder ‚Patron‘ wurden etwa die weltweit höchste Windmühle De Nolet (Brennerdynastie in Schiedam) oder De Wilhelmina (nach Königin Wilhelmina von Oranien-Nassau) benannt.
Der Name und das Baujahr stehen in den Niederlanden auf dem Schmuckschild oder Schmuckbrett an der Vorderseite der Kappe unterhalb des Flügelkreuzes. In Deutschland tragen die Mühlen, wenn überhaupt, dort seltener ihren Namen, sondern eher einen Sinnspruch wie „Ech kier de Nuet on schaff öch Bruet, Doch Koar on Kear jieft Gott der Heär“ (Ich kehre die Not (um) und schaffe Euch Brot, Doch Korn und Kern Gibt Gott der Herr) oder „Mien Aerm send stärk, Drom brengt mech Werk“ („Meine Arme sind stark, darum bringt mir Arbeit“) oder die Baujahreszahl.
Im Vereinigten Königreich werden Windmühlen vorwiegend nach dem Standort benannt (zum Beispiel Heckington, Alford, Sibsey, Waltham (Lincolnshire), Sutton (Norfolk), Heage (Derbyshire)), daneben auch nach dem Eigner (zum Beispiel Dobson, Hewitt, LeTall (Lincolnshire)) oder nach relevanten Begriffen aus der Umgebung der Mühle wie Flurbezeichnungen und Wegnamen (Carsington Pasture, Fordbridge Lane (Turmmühlen in Derbyshire)).
In Dänemark und Schweden werden Mühlen vorwiegend nach dem Standort benannt, wie die Agersø Mølle, Agersø, die Blåbæk Mølle, Blåbæk, oder die Gedesby Mølle, Gedesby, oder nach Personen wie die Christiansmølle, die Gøhlmanns mølle (beide Dänemark) oder die Kulla Gunnarstorps Mölla in Helsingborg in Schweden.
In Frankreich erfolgt die Namensgebungen seltener nach dem Standort (wie die Mühle St. Poucy in St. Poucy, Auvergne), sondern eher nach Namen, Personen, Heiligen und Merkmalen, die in einem wesentlichen Bezug zur Mühle standen oder stehen, wie zum Beispiel die Mühle Alphonse Daudet (frz. Moulin d’Alphonse Daudet) in Fontvieille, Provence, benannt nach dem gleichnamigen Schriftsteller, der dort eine Zeit lang wohnte. Früher hieß die Mühle Ribet oder Saint-Pierre.
Einen sehr treffenden Namen trägt eine spanische Turmwindmühle in der La Mancha bei Consuegra: Alcancía (Spardose).

### Windmühlen in der Literatur
Cervantes’ berühmte literarische Gestalt Don Quijote hält Windmühlen für vielarmige Riesen und stellt sie zum Zweikampf. Sancho Pansa kommentiert das Scheitern Quijotes folgendermaßen: … habe ich’s Euer Gnaden nicht gesagt, Ihr möchtet wohl bedenken, was Ihr tuet, es seien nur Windmühlen, und das könne nur der verkennen, der selbst Windmühlen im Kopf habe? Daher bezeichnet die Redensart „gegen Windmühlen kämpfen“ heute einen aussichtslosen Feldzug gegen einen unveränderbaren Zustand.
Bekannt ist auch die Bildergeschichte vom Bauern und dem Windmüller (in der Bockwindmühle) von Wilhelm Busch.
Auch in George Orwells Farm der Tiere spielt die Windmühle und die Erzeugung von elektrischer Energie als umkämpftes Symbol des Fortschritts eine Rolle.
Eine literarische Übersicht über Windmühlen liefert Reinhard P. Grubers Essay Alles über Windmühlen.

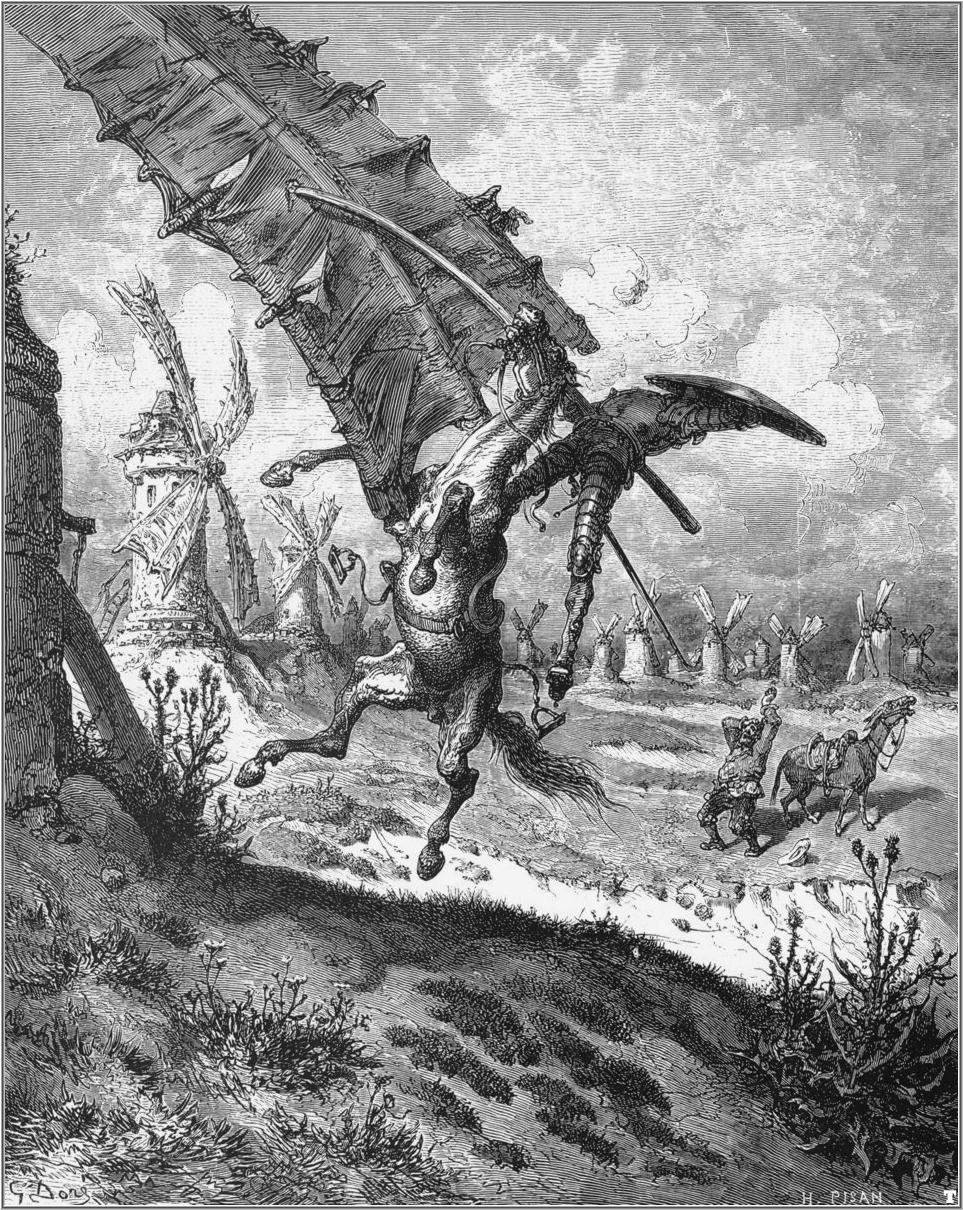
Gustave Doré: Don Quijote reitet gegen Windmühlen (1863)
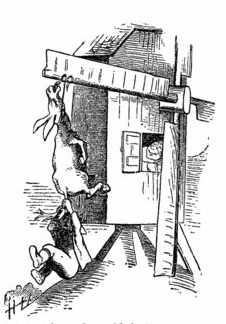
Wilhelm Busch: Ein einfältiger Bauer verliert durch einen Scherz des Windmüllers seinen Esel …
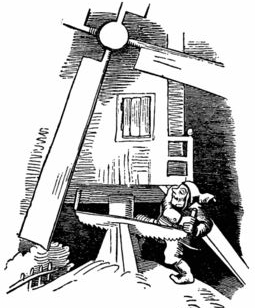
und sägt aus Rache die Bockwindmühle um

### Neuere Literatur
- Leo Hopf: Mühlentechnisches Praktikum.
  - Band 1: Müllerei. Leipzig 1950.
  - Band 2: Mühlenbau. Leipzig 1952.
- Jannis C. Notebaart: Windmühlen. Eine technische Betrachtung über vierflügelige Klassiker in Deutschland und den Niederlanden. Mouton, Den Haag / Paris 1972, DNB 730119157.
- Johannes Mager: Mühlenflügel und Wasserrad. 2. Auflage. Fachbuchverlag, Leipzig 1990, ISBN 3-343-00257-7.
- Matthias Heymann: Die Geschichte der Windenergienutzung 1890–1990. Frankfurt / New York 1995, ISBN 3-593-35278-8.
- Rüdiger Hagen: Historische Mühlen und ihre Technik: Künstlerische und technische Zeichnungen. Reprint-Verlag, Leipzig 2004, ISBN 978-3-8262-0822-5.
- Torsten Rüdinger, Philipp Oppermann: Kleine Mühlenkunde – Deutsche Technikgeschichte vom Reibstein zur Industriemühle. 2., überarbeitete Auflage. terra press, Berlin 2012, ISBN 978-3-9811626-7-7.
- Werner Schnelle (Autor), Rüdiger Hagen (Bearbeitung): Mühlenbau. Wasserräder und Windmühlen bewahren und erhalten. Hrsg.: Deutsches Institut für Normung. 2., überarbeitete Auflage. Beuth Verlag, Berlin / Wien / Zürich 2012, ISBN 978-3-410-21342-0.

### Historische Literatur
- Johann Peter Eberhard: Mathesi applicata. 1757 (Digitalisat).
- Christoph Bernoulli: Praktisches Handbuch für Mechaniker, Maschinen- und Mühlenbauer, und Techniker überhaupt. 1836 (Digitalisat).
- Adolph Lohmann: Der Wasser-Mahlmühlen-Bau. 1856 (Band 1).
- Friedrich Kettenbach: Der Müller und Mühlenbauer. Praktisches Handbuch für Müller. 2 Bände, Mühlenbauer und technische Lehranstalten, Leipzig 1907/1908.
- Windrad mit senkrechter Achse. In: Franz Maria Feldhaus (Hrsg.): Die Technik der Vorzeit, der geschichtlichen Zeit und der Naturvölker. Ein Handbuch für Archäologen und Historiker, Museen und Sammler, Kunsthändler und Antiquare. Wilhelm Engelmann, Leipzig / Berlin 1914, Sp. 1321–1331 (Digitalisat [PDF; 3,5 MB]).
- Rudolf Sacher: Handbuch des Müllers und Mühlenbauers. 2. Auflage. Leipzig 1924.
- Albert Betz: Windenergie und ihre Ausnutzung durch Windmühlen. Ökobuch, Grebenstein 1982, ISBN 3-922964-11-7 (Erstausgabe: Vandenhoeck & Ruprecht, Göttingen 1926).